# 수원시의 시내버스
수원시의 시내버스는 경기도 수원시 지역을 운영하고 있는 시내버스이다.
6개 업체가 주된 운수 업무를 맡고 있다.

## 운임

### 운임 체계
| 종류                | 나이                    | 현금 (원) | 카드 (원) | 조조요금 (원) |
| ------------------- | ----------------------- | --------- | --------- | ------------- |
| 일반시내 (DRT)      | 어른 (만 19세 이상)     | 1,500     | 1,450     | 1,250         |
| 일반시내 (DRT)      | 청소년 (만 12세 ~ 18세) | 1,100     | 1,010     | 870           |
| 일반시내 (DRT)      | 어린이 (만 6세 ~ 11세)  | 800       | 730       | 630           |
| 일반좌석            | 어른 (만 19세 이상)     | 2,500     | 2,450     | 2,050         |
| 일반좌석            | 청소년 (만 12세 ~ 18세) | 1,900     | 1,820     | 1,520         |
| 일반좌석            | 어린이 (만 6세 ~ 11세)  | 1,700     | 1,640     | 1,370         |
| 직행좌석 (간선급행) | 어른 (만 19세 이상)     | 2,900     | 2,800     | 2,400         |
| 직행좌석 (간선급행) | 청소년 (만 12세 ~ 18세) | 2,000     | 1,960     | 1,680         |
| 직행좌석 (간선급행) | 어린이 (만 6세 ~ 11세)  | 2,000     | 1,960     | 1,680         |
| 경기순환            | 어른 (만 19세 이상)     | 3,100     | 3,050     | 2,600         |
| 경기순환            | 청소년 (만 12세 ~ 18세) | 2,200     | 2,140     | 1,820         |
| 경기순환            | 어린이 (만 6세 ~ 11세)  | 2,200     | 2,140     | 1,820         |
| 광역급행(M버스)     | 어른 (만 18세 이상)     | 2,900     | 2,800     | 2,300         |
| 광역급행(M버스)     | 청소년 (만 12세 ~ 17세) | 2,100     | 2,000     | 1,600         |
| 광역급행(M버스)     | 어린이 (만 6세 ~ 11세)  | 1,600     | 1,600     | 1,300         |

### 환승 할인
수원시의 시내버스도 수도권 통합운임제를 적용받는다.
수도권 통합운임제는 서울 - 경기 - 인천 대중교통수단간 환승시 총 이동거리에 따라 운임을 부과되는 운임 체계다.
시내일반 노선의 경우 이동거리 10km 이하까지의 운임은 1,450원이며, 초과시 매 5km마다 100원이 추가로 부과된다.

## 차량 안내방송
현재 수원 면허의 모든 노선에서는 차량 안내방송이 이루어지고 있으나, 양진텔레콤으로 대부분 안내방송 담당 회사가 통일되어 있는 서울 면허의 차량과는 달리 운행업체에 따라 서로 다른 안내방송 제작업체의 것을 사용하고 있어 서울 시내버스에서 발견되지 않는 문제점이 발견되고 있는데 양진텔레콤 문제점이 없다고 생각이나는 정도로 전부 허용된다. 수원시 연장 개통되면 보이스웨어 유미는 녹음을 사용한다.(TTS에서 성우 교체)
- GPS 음영지역에서의 안내방송 : 수원, 성남 지역의 버스 노선 중에는  '본시스템'  업체의 안내방송을 사용하는 노선들이 있는데, GPS방식의 안내방송이어서 GPS 음영지역에서 방송이 나오지 않는 경우가 있다.
- 정류소 명칭 : 이 외에도 일부 노선에서 실시되는 안내방송의 경우, 같은 정류장에 정차하는데도 운행업체마다 다른 회사의 안내방송을 사용해 노선들 간의 정류소 명칭이 다르게 방송된다.

## 운행업체

### 시내버스
2022년 1월 기준이다.
| 운행업체      | 보유 노선수 | 보유 노선수 | 보유 노선수 | 보유 노선수 | 보유 노선수 | 등록 대수 | 등록 대수 | 등록 대수 | 등록 대수 | 등록 대수 |
| ------------- | ----------- | ----------- | ----------- | ----------- | ----------- | --------- | --------- | --------- | --------- | --------- |
| 운행업체      | 노선 합계   | 광역급행    | 직행좌석    | 일반좌석    | 시내일반    | 대수 합계 | 광역급행  | 직행좌석  | 일반좌석  | 시내일반  |
| 경진여객      | 10          | -           | 8           | 2           | -           | 96        | -         | 94        | 2         | -         |
| 대원고속 (KD) | 2           | -           | 2           | -           | -           | 21        | -         | 21        | -         | -         |
| 삼경운수      | 2           | -           | 1           | 1           | -           | 49        | -         | 15        | 34        | -         |
| 성우운수      | 6           | -           | 2           | -           | 4           | 111       | -         | 5         | 20        | 86        |
| 수원여객      | 39          | -           | -           | -           | 39          | 492       | -         | -         | -         | 492       |
| 용남고속      | 30          | -           | 12          | -           | 18          | 301       | -         | 100       | -         | 201       |
| 용남버스      | 4           | -           | 4           | -           | -           | 23        | -         | 23        | -         | -         |

### 다른 시, 군 면허 운행업체
- 광주 : 경기고속, 대원고속
- 성남 : 성남시내버스, 대원버스
- 안산 : 경원여객, 태화상운
- 오산 : 오산교통
- 의정부 : 경기고속
- 용인 : 경남여객 (본사가 수원에 있지만 용인시 면허이다.),
- 화성 : 화성여객, 제부여객, 경진여객, 남양여객

## 수원 시내 운행 노선
수원시내에서 운행하는 시내버스의 일람이다. 비고란에 별다른 지역 언급이 없는 것은 수원시 면허 버스를 뜻한다.

### 일반시내버스
| 노선  | 운행사           | 운행구간                | 운행구간 | 운행구간                  | 경유지 | 배차 간격 (분) | 비고                                                                                      |
| ----- | ---------------- | ----------------------- | -------- | ------------------------- | --- | -------------- | ----------------------------------------------------------------------------------------- |
| 2-1   | 용남고속         | 남부차고지 (망포역)     | ↔        | 천천푸르지오              | 망포역, 벽적골, 영통역, 청명역, 원천주공, 산남중학교, 성일아파트, 매교다리, 수원역, 화서오거리, 화서역                                                                                     | 8~15           | 저상버스 운행                                                                             |
| 3     | 수원여객         | 남부차고지 (망포역)     | ↔        | 구운동 삼환아파트         | 망포역, 벽적골, 영통역, 청명역, 법원사거리, 성빈센트병원, 팔달문, 장안문, 화서시장, 화서역, 천천푸르지오                                                                                   | 8              | 저상버스 운행                                                                             |
| 5     | 수원여객         | 북부차고지 (이목동)     | ↔        | 경희대학교                | 노송마을, 만석공원, 장안문, 화서문, 수원역, 수원터미널, 망포역, 신나무실, 황골, 청명역, 영통역                                                                                             | 7~15           | 저상버스 운행 전기버스 운행                                                               |
| 5-2   | 남양여객제부여객 | 수원역환승센터          | ↔        | 아이원.자이 파밀 리에     | 수원역, 수원터미널, 망포역, 신영통, 이마트 동탄점, 동탄역, 동탄호수공원 | 20~40          | 수원여객에서 이관                                                                         |
| 5-3   | 남양여객         | 동부차고지 (광교신도시) | ↔        | 아이원. 자이파밀리에      | 상현역, 광교역, 광교중앙역, 매탄1동, 임광아파트, 망포역, 신영통, 이마트 동탄점, 동탄역 | 50~60          | 수원여객에서 이관                                                                         |
| 7-1   | 수원여객         | 동탄차고지              | ↔        | 경기대학교                | 메타폴리스, 신영통, 망포역, 수원터미널, 수원역, 수원여고, 장안문 | 8~13           | 저상버스 운행 경기대학교 교내 진입 2024년 시내버스 공공관리제 대상 노선                   |
| 7-1A  | 수원여객         | 동탄차고지              | ↔        | 조원동(조원뉴타운)        | 동탄호수공원, 동탄역, 한미약품, 능동마을, 삼성반도체, 신영통, 망포역, 선일초등학교, 수원버스터미널, 수원역, 수원여자고등학교, 화서문, 장안문, KT수원지사 , 수원 케이티 위즈 파크, 장안구청 | 12~25          | 저상버스 전기버스 운행 2024년 시내버스 공공관리제 대상 노선                               |
| 7-2   | 수원여객         | 동부차고지 (상현동)     | ↔        | 망포역                    | 상현역, 성복역, 상현마을, 이의고등학교, 연무중학교, 광교중앙역, 광교테크노밸리, 경기대학교, 화성행궁, 장안문, 수원역, 수원터미널, 망포역, 벽적골, 영통역, 경희대학교                       | 16~20          | 저상버스 전기버스 운행 2024년 시내버스 공공관리제 대상 노선                               |
| 8     | 오산교통         | 오산교통 갈곶차고지     | ↔        | 서천지구                  | 청호아파트, GS자이, 대림아파트, 오산역, 운암단지, 오산종합운동장, 세교19~16단지, 오산대역, 죽미마을, 세마고, 세마역, 양산동, 병점역, 진안동, 기산동, 망포고, 망포역                        | 10~15          | 오산 면허 시내버스 저상버스 운행                                                          |
| 9     | 용남고속         | 경희대학교              | ↔        | 금곡동                    | 영통역, 동수원중, 매원중, 매탄4·5단지, 매교다리, 수원역, 탑동, 강남아파트→ 칠보중학교→ LG빌리지→ 호매실(삼익)                                                                              | 13~20          | 저상버스 운행 2024년 단일시군 공공관리제 대상 노선 경희대학교 캠퍼스 진입                 |
| 9-1   | 용남고속         | 수원여자대학교          | ↔        | 공세지구                  | 능실마을, 호매실(삼익), 탑동, 수원역, 매교다리, 매탄4·5단지, 원천주공1단지, 영통역, 경희대학교, 보라동                                                                                     | 15~30          | 2024년 시내버스 공공관리제 대상 노선                                                      |
| 10    | 경남여객         | 수원역                  | ↔        | 백암터미널                | 성빈센트병원, 법원사거리, 청명역, 기흥역, 상하동, 명지대입구, 용인터미널, 양지 | 10~15          | 용인 면허 시내버스 저상버스 운행                                                          |
| 10-2  | 경남여객         | 흥덕지구                | ↔        | 수원역                    | 법원사거리, 성빈센트병원, 매산로 | 21~30          | 용인 면허 시내버스 저상버스 운행                                                          |
| 10-5  | 경남여객         | 용인터미널              | ↔        | 수원역                    | 명지대입구, 상하동, 보라동, 상갈역, 청명역, 법원사거리, 성빈센트병원 | 15~25          | 용인 면허 시내버스 저상버스 운행                                                          |
| 11    | 남양여객         | 광교차고지              | ↔        | 원시역                    | 상현역, 광교중앙역환승센터, 경기대후문, 팔달문, 수원역, 서수원터미널, 대명고등학교, 반월동, 팔곡동, 본오동, 상록수역, 일동, 안산터미널, 스타프라자, 안산시청, 원곡동, 안산역, 반월공단     | 9~12           | 화성 면허 시내버스 저상버스 운행                                                          |
| 11-1  | 수원여객         | 곡반정동                | ↔        | 수원역 환승센터           | 효원고교, 수원시청역, 아주대학교(병원), 성빈센트병원, 수원역, 서수원터미널, 입북동, 당수동, LG빌리지, 능실마을, 고색초교                                                                   | 15~20          | 2024년 시내버스 단일시군 공공관리제 대상 노선                                             |
| 13    | 수원여객         | 광교산                  | ↔        | 금곡동(엘지빌리지)        | 광교저수지, 경기대학교, 장안문, 팔달문, 수원역, 구운중학교, 강남아파트→ LG빌리지→ 호매실(삼익)                                                                                             | 5~8            | 전기버스 저상버스 운행                                                                    |
| 13-1  | 수원여객         | 남부차고지 (망포역)     | ↔        | 금곡동 강남아파트         | 망포역, 벽적골, 영통역, 청명역, 원천주공1단지, 영통구청, 매탄4·5단지, 수원시청역, 권선시장, 세류1동, 수원역, 서둔동, 구운중학교, 호매실(GS)→ 칠보산입구→ LG빌리지→ 강남아파트              | 6~9            | 전기버스 저상버스 운행 2024년 시내버스 공공관리제 대상 노선                               |
| 13-4  | 수원여객         | 동부차고지 (광교신도시) | ↔        | 능실마을 15단지           | 상현역, 산의초등학교, 연무중학교, 광교고등학교, 수원월드컵경기장, 아주대학교, 성빈센트병원, 수원역, 구운중학교, LG빌리지                                                                   | 17~20          | 전기버스 저상버스 운행 2024년 시내버스 공공관리제 대상 노선                               |
| 13-5  | 용남고속         | 동탄차고지              | ↔        | 당수동 삼정아파트         | 이마트 동탄점, 신영통, 망포역, 수원터미널, 수원역, 서둔동, 구운중학교, 호매실(GS), LG빌리지                                                                                                | 13~40          | 전기버스 저상버스 운행 2024년 시내버스 공공관리제 대상 노선                               |
| 15-1  | 제부여객         | 수원여자대학교          | ↔        | 동탄2차고지               | 능실마을, 호반베르디움, 강남아파트, 구운중학교, 수원역, 성빈센트병원, 법원사거리, 삼성디지털시티, 망포역, 신영통, 한림대병원, 동탄4동행정복지센터, 예솔초등학교, 목동, 산척동              | 30~50          |                                                                                           |
| 16-2  | 수원여객         | 경기대학교              | ↔        | 수원역                    | 조원동, 장안구청, 정자시장, 화서역 | 13회           | 경기대학교 교내 진입 전기버스 저상버스 운행 2024년 시내버스 단일시군 공공관리제 대상 노선 |
| 19    | 용남고속         | 수원여자대학교          | ↔        | 상현역                    | 능실마을, LG빌리지, 홈플러스 서수원점, 구운동, 화서역, 정자시장, 종합운동장, 장안구청, 조원시장, 경기도교육청, 경기대후문, 광교중앙역                                                      | 20~40          | 전기버스 저상버스 운행 2024년 시내버스 공공관리제 대상 노선                               |
| 20    | 수원여객         | 동부차고지 (광교신도시) | ↔        | 운암단지                  | 상현역, 아주대학교(병원), 소화초등학교, 성빈센트병원, 팔달문, 매교역, 세류역, 병점역, 오산대역, 오산역, 오산시청                                                                           | 13~20          | 전기버스 저상버스 운행 2024년 시내버스 공공관리제 대상 노선                               |
| 20-1  | 수원여객         | 동부차고지 (광교신도시) | ↔        | 운암단지                  | 상현역, 아주대학교(병원), 소화초등학교, 성빈센트병원, 매교역, 세류역, 병점역, 세마역, 세마고등학교, 세교신도시, 오산대역, 오산역                                                           | 18~25          | 전기버스 저상버스 운행 2024년 시내버스 공공관리제 대상 노선                               |
| 20-2  | 수원여객         | 동부차고지 (광교신도시) | ↔        | 신영통 현대타운           | 상현역, 롯데아울렛, 광교중앙역, 아주대학교, 수원시청, 권선동, 망포동, 망포역 | 25~45          | 전기버스 저상버스 운행 2024년 시내버스 공공관리제 대상 노선                               |
| 25    | 수원여객         | 북부차고지 (파장동)     | ↔        | 정남(덕신상가)            | 파장동, 한일타운, 장안문, 팔달문, 매교역, 세류역, 병점입구, 안녕동 | 14~22          | 전기버스 저상버스 운행 2024년 시내버스 공공관리제 대상 노선                               |
| 27    | 수원여객         | 북부차고지 (파장동)     | ↔        | 수지(풍덕천동)            | 파장동, 한일타운, 장안문, 팔달문, 성빈센트병원, 법원사거리, 영통입구, 신갈오거리, 면허시험장, 보정역, 죽전역                                                                               | 14~25          | 전기버스 저상버스 운행 2024년 시내버스 공공관리제 대상 노선                               |
| 30    | 수원여객         | 북부차고지 (파장동)     | ↔        | 수원대학교                | 파장동, 만석공원, 정자3동행정복지센터, 화서역, 수원역, 고색동, 오목천동, 봉담읍행정복지센터, 장안대후문, 동화휴먼시아, 봉담택지(6단지)                                                     | 10~12          | 전기버스 저상버스 운행 2024년 시내버스 공공관리제 대상 노선                               |
| 30-1  | 수원여객         | 북부차고지 (파장동)     | ↔        | 수원대학교                | 파장동, 만석공원, 정자3동행정복지센터, 화서역, 수원역, 고색동, 오목천동, 봉담읍행정복지센터, 장안대후문, 협성대, 봉담택지(6단지)                                                           | 10~12          | 전기버스 저상버스 운행 2024년 시내버스 공공관리제 대상 노선                               |
| 32-4  | 수원여객         | 동부차고지 (광교신도시) | ↔        | 향남18단지                | 상현역, 광교중앙역, 월드컵경기장, 아주대학교, 성빈센트병원, 수원역, 고색동, 오목천동, 봉담, 장안대학교, 향남읍행정복지센터, 향남6단지, 서봉마을                                            | 50-80          | 전기버스 저상버스 운행 2024년 시내버스 노선입찰형 공공관리제 대상 노선                    |
| 34    | 용남고속         | 동부차고지 (광교신도시) | ↔        | 왕림휴게소                | 광교호수공원, 원천2단지, 흥덕지구, 청명역, 영통역, 망포역, 반월동, 안화마을, 병점역, 안녕동, 용주사, 수원대, 수영오거리, 봉담읍행정복지센터, 장안대학교                                    | 18~20          | 전기버스 저상버스 운행 2024년 시내버스 공공관리제 대상 노선                               |
| 34-1  | 용남고속         | 동부차고지 (광교신도시) | ↔        | 왕림휴게소                | 광교호수공원, 원천2단지, 흥덕지구, 청명역, 영통역, 망포역, 반월동, 안화마을, 병점역, 안녕동, 용주사, 수원대학교, 동화마을, 봉담읍행정복지센터, 장안대학교                                  | 18~20          | 전기버스 저상버스 운행 2024년 시내버스 공공관리제 대상 노선                               |
| 35    | 수원여객         | 경기대학교              | ↔        | 향남택지지구              | 장안문, 팔달문, 수원역, 고색동, 오목천동, 봉담, 장안대학교, 향남읍행정복지센터 | 13~18          | 전기버스 저상버스 운행 2024년 시내버스 공공관리제 대상 노선 경기대학교 교내 진입          |
| 37    | 수원여객         | 경기대학교              | ↔        | 한국민속촌                | 장안문, 화서역, 웃거리, 수원역, 성빈센트병원, 법원사거리, 청명역, 신갈동, 상갈역 | 8~20           | 전기버스 저상버스 운행 2024년 시내버스 공공관리제 대상 노선 경기대학교 교내 진입          |
| 42    | 수원여객         | 북부차고지 (이목동)     | ↔        | 봉담2택지지구             | SK스카이뷰, 천천지구, 화서역, 수원역, 고색동, 오목천동, 공천2 | 15~30          | 전기버스 저상버스 운행 2024년 시내버스 공공관리제 대상 노선                               |
| 46    | 오산교통         | 오산교통차고지          | ↔        | 팔달문                    | 오산제일교회, 세교지구, 오산역, 세마역, 병점역, 송산동, 수원대학교, 와우리, 오목천동, 고색동, 수원역, 세무서, 팔달문                                                                       | 200            | 전기버스 저상버스 운행 2024년 시내버스 공공관리제 대상 노선                               |
| 60    | 대원고속         | 광주시 송정동           | ↔        | 수원역                    | 광주운동장, 광주터미널, 양벌리, 모현, 죽전1동, 오리역, 죽전역, 수지구청, 상현동, 창룡문, 장안문, 수원여자고등학교                                                                          | 10~22          | 광주 면허 시내버스 저상버스 운행                                                          |
| 61    | 수원여객         | 서부차고지(수원여대)    | ↔        | 망포역                    | 능실마을, 호매실(삼익), 서수원터미널, 성균관대역, 동남보건대학교, 정자시장, 장안문, 팔달문, 성빈센트병원, 수원시청역, 영통구청, 신동지구                                                   | 20~25          |                                                                                           |
| 62-1  | 수원여객         | 동탄차고지              | ↔        | 엘지빌리지                | 메타폴리스, 능동, 망포역, 매탄동, 법원사거리, 팔달문, 장안문, 한일타운, 만석공원, 동남보건대학교, 성균관대역, 서수원터미널, 강남아파트→ 칠보중학교→ LG빌리지→ 호매실(삼익)                 | 6~8            | 전기버스 저상버스 운행 2024년 시내버스 공공관리제 대상 노선                               |
| 64    | 수원여객         | 동탄차고지              | ↔        | 안양역                    | 메타폴리스, 능동, 망포역, 수원터미널, 매교역, 팔달문, 장안문, 한일타운, 만석공원, 동원고등학교, 고천동, 안양유통단지, 명학역                                                               | 15~25          | 저상버스 운행 2024년 시내버스 노선입찰형 공공관리제 대상 노선                             |
| 65    | 대원고속         | 광교차고지              | ↔        | 안양역                    | 흥덕지구, 아주대입구, 성빈센트병원, 팔달문, 장안문, 만석공원, 동원고등학교, 고천동, 안양유통단지, 명학역                                                                                   | 5~10           | 광주 면허 시내버스                                                                        |
| 66    | 경남여객         | 에버랜드                | ↔        | 수원역                    | 포곡, 용인운동장, 역삼동, 상하동, 기흥역, 청명역, 법원사거리, 성빈센트병원, 팔달문, 장안문, 수원여자고등학교                                                                               | 6~10           | 용인 면허 시내버스 저상버스 운행                                                          |
| 66-4  | 경남여객         | 에버랜드                | ↔        | 수원역                    | 포곡, 용인운동장, 역삼동, 동백고등학교, 기흥역, 청명역, 법원사거리, 성빈센트병원, 팔달문, 장안문, 수원여자고등학교                                                                         | 10~18          | 전기버스 저상버스 운행 2024년 시내버스 공공관리제 대상 노선 용인 면허 시내버스            |
| 80    | 수원여객         | 곡반정동                | ↔        | 광교호수마을              | 선일초등학교, 수원터미널, 권선시장, 수원시청, 법원사거리, 아주대학교, 경기대후문, 광교고등학교, 산의초등학교, 32단지→ 상현역→ 이의고등학교                                                 | 8~15           | 전기버스 저상버스 운행 2024년 시내버스 공공관리제 대상 노선                               |
| 81    | 수원여객         | 동부차고지 (광교신도시) | ↔        | 병점(신창미션힐.송화초교) | 상현역, 연무중학교, 광교중앙역, 다산중, 아주대학교(병원), 법원사거리, 수원시청, 수원터미널, 비행장, 진안동→ 병점주공9,3,4→ 홈플러스→ 병점역                                                | 13~16          | 저상버스 운행                                                                             |
| 82-1  | 수원여객         | 곡반정동                | ↔        | 수원여자고등학교          | 선일초등학교, 수원터미널, 아이파크7단지, 세류역, 세류4, 수원시외터미널, 수원시청, 법원사거리, 성빈센트병원, 영동→수원역→수원여자고등학교→장안문→영동                                       | 8~13           | 저상버스 운행                                                                             |
| 83-1  | 수원여객         | 곡반정동                | ↔        | 수원여자고등학교          | 곡반중학교, 매탄4.5단지, 법원사거리, 성빈센트병원, 영동→장안문→수원여자고등학교→수원역→영동                                                                                                | 6~15           | 전기버스 저상버스 운행 2024년 단일시군 공공관리제 대상 노선                               |
| 88    | 용남고속         | 수원여자대학교          | ↔        | 조원주공아파트            | 권선구청, 서둔동, 수원역, 수원터미널, 권선고등학교, 법원사거리, 아주대학교, 팔달문, 장안문, 경기도교육청                                                                                   | 10~15          | 저상 하이브리드 버스 운행                                                                 |
| 92    | 용남고속         | 곡반정동                | ↔        | 동원고등학교              | 곡반중학교, 매탄4.5단지, 수원시청, 매교역, 수원역, 서둔동, 웃거리, 화서역, 수성고등학교, 노송마을                                                                                          | 6~10           |                                                                                           |
| 92-1  | 수원여객         | 동탄차고지              | ↔        | 성균관대역                | 메타폴리스, 이마트 동탄점, 신영통, 망포역, 매탄고등학교, 수원시청, 수원역, 웃거리, 율현중학교, 정자3동, 동남보건대학교                                                                     | 8~14           | 전기버스 저상버스 운행 2024년 시내버스 공공관리제 대상 노선                               |
| 98    | 수원여객         | 북부차고지 (이목동)     | ↔        | 동탄신도시 나루마을       | 노송마을, 장안고등학교, 장안문, 팔달문, 인계4, 매탄2동, 영통2동, 망포역, 신영통, 능동, 메타폴리스                                                                                          | 10~15          | 전기버스 저상버스 운행 2024년 시내버스 공공관리제 대상 노선                               |
| 99    | 용남고속         | 수원여자대학교          | ↔        | 동탄2신도시 예솔초등학교  | 능실마을, 칠보7·8단지, 서수원터미널, 성균관대역, 동원고등학교, 만석공원, 장안구청, 수원월드컵경기장, 아주대학교, 법원사거리, 매탄고, 매탄권선역, 망포역, 신영통, 한림대병원, 동탄역        | 15~22          | 전기버스 저상버스 운행 2024년 시내버스 공공관리제 대상 노선                               |
| 99-2  | 용남고속         | 오목천동                | ↔        | 곡반정동                  | 수원산업단지, 권선구청, 서수원터미널, 성균관대역, 천천지구, 동남보건대학교, 만석공원, 장안구청, 수원월드컵경기장, 아주대학교, 법원사거리, 매탄주공4·5단지, 수원시청역, 선일초등학교        | 20~30          | 전기버스 저상버스 운행 2024년 시내버스 공공관리제 대상 노선                               |
| 112   | 수원여객         | 곡반정동                | ↔        | 서수원레이크푸르지오      | 아이파크시티, 선일초등학교, 수원터미널, 수원고등학교, 팔달문, 장안문, 수성고등학교, 풍림아파트, 동남보건대학교, 성균관대역/천천지구, 상률초등학교, 동문굿모닝힐                            | 7~12           | 노선연장 2024년 시내버스 단일시군 공공관리제 대상 노선                                    |
| 116-2 | 화성여객         | 영통 지역난방공사       | ↔        | 갈곶동                    | 영통역, 서천지구, 한림대병원, 동탄2시범단지, 나래학교, 방교동, 운암단지, 오산역 | 50~60          | 화성 면허 시내버스                                                                        |
| 116-5 | 화성여객         | 영통 지역난방공사       | ↔        | 갈곶동                    | 영통역, 서천지구, 한림대병원, 예당고등학교, 동탄유통센터, 더레이크시티, 오산시청, 오산역                                                                                                   | 20~40          | 화성 면허 시내버스                                                                        |
| 201   | 오산교통         | 오산 갈곶동             | ↔        | 광교테크노밸리            | 오산역, 운암단지, 세교16~19단지, 병점역, 세류역, 매교역, 수원시청, 수원청소년문화센터, 국토지리정보원, 광교중앙역                                                                          | 50~75          | 오산 면허 시내버스                                                                        |
| 202   | 오산교통         | 오산교통 탑동차고지     | ↔        | 수원지방법원              | 누읍지구, 오산대학교, 세교신도시, 세마역, 병점역, 세류역, 세류3동, 권선사거리, 수원시청역, 수원청소년문화센터, 아주대학교(병원)                                                            | 11             | 오산 면허 시내버스 저상버스 운행                                                          |
| 202   | 화성여객         | 영통 지역난방공사       | ↔        | 동탄2신도시 반도2차       | 영통역, 망포역, 신영통, 한림대병원, 동탄2파출소 | 40~50          | 화성 면허 시내버스                                                                        |
| 203   | 화성여객         | 영통 지역난방공사       | ↔        | 동탄2신도시 장지동        | 영통역, 망포역, 신영통, 한림대병원, 한미약품, 동탄역, 나래학교 | 30~50          | 화성 면허 시내버스                                                                        |
| 300-1 | 성우운수         | 북부차고지 (파장동)     | ↔        | 병점동                    | 파장동, 한일타운, 동수원4, 수원터미널, 병점역 | 30~60          | 전기버스 저상버스 운행 2024년 시내버스 공공관리제 대상 노선                               |
| 301   | 성우운수         | 하북리(견산리)          | ↔        | 범계역                    | 진위역, 오산역, 병점역, 세류역, 수원역, 장안문, 노송마을, 동원고등학교, 고천동, 호계4, 안양시청                                                                                            | 5~7            | 전기버스 저상버스 운행 2024년 시내버스 공공관리제 대상 노선                               |
| 310   | 성우운수         | 망포역                  | ↔        | 동원고등학교              | 경희대학교, 영통역, 망포역, 수원터미널, 수원역, 수원여고, 장안문, 한일타운 | 10~15          |                                                                                           |
| 670   | 경남여객         | 에버랜드                | ↔        | 광교고등학교              | 포곡중학교, 마성리, 동백고등학교, 법무연수원, 구성역, 죽전역, 풍덕천동, 광교호수마을 | 15~35          | 용인 면허 시내버스                                                                        |
| 700-2 | 경기고속         | 오리역                  | ↔        | 수원대학교                | 미금역, 풍덕천동, 경기대후문, 창룡문, 화성행궁, 장안문, 수원역, 오목천동, 와우리 | 5~20           | 광주 면허 시내버스 저상버스 운행                                                          |
| 720-1 | 경기고속         | 영통 지역난방공사       | ↔        | 서현역                    | 영통발: 신나무실, 영통역, 망포역, 신영통, 삼성반도체 왕복 운행 청명역, 아주대학교, 경기남부경찰청, 성복역, 수지구청역, 수지고등학교, 머내, 미금역, 파크타운, 분당중앙공원                  | 15~30          | 광주 면허 시내버스                                                                        |
| 720-2 | 경기고속         | [수원대학교]]           | ↔        | 백현동                    | 수원대학교, 오목천동, 권선구청, 서둔동, 수원역, 성빈센트병원, 아주대학교, 광교테크노밸리, 상현1동, 성복역, 수지구청역, 죽전역, 미금역, 한솔마을, 분당중앙공원, 서현역                      | 5~15           | 광주 면허 시내버스 저상버스 운행                                                          |
| 720-3 | 화성여객         | 단국대학교              | ↔        | 서동탄역파크자이          | 죽전역, 수지구청, 성복역, 상현역, 광교호수마을, 법원사거리, 청명역, 영통역, 망포역, 신영통, 예당마을, 동탄고등학교                                                                         | 30             | 화성시 면허                                                                               |
| 721   | 화성여객         | 영통 (지역난방공사)     | ↔        | 동탄2신도시 서희스타힐스  | 영통역, 망포역, 신영통, 한림대병원, 한미약품, 시범단지, 센트럴푸르지오, 르파비스, 호반3차                                                                                                  | 25~40          | 화성 면허 시내버스                                                                        |
| 777   | 용남고속         | 수원역                  | ↔        | 사당역                    | 장안문, 한일타운, 파장동, 고천동, 호계4, 안양농수산물시장, 인덕원역, 정부과천청사 | 20~40          | 전기버스 저상버스 운행 2024년 시내버스 공공관리제 대상 노선                               |
| 900   | 성우운수         | 경희대학교              | ↔        | 보라매공원                | 영통역, 망포역, 수원터미널, 수원역, 장안문, 한일타운, 파장동, 고천동, 호계4, 범계4, 비산4, 대림대학교, 관악역, 석수역, 시흥대로, 구로디지털단지역                                          | 8~11           | 저상버스 운행                                                                             |
| 999   | 남양여객         | 연화장                  | ↔        | 현대기아연구소            | 상현역, 광교중앙역, 원천동, 아주대학교, 성빈센트병원, 수원역, 고색동, 천천리, 어천리, 비봉면, 남양읍행정복지센터, 화성시청, 장덕동(미정차)                                                 | 25~30          | 화성 면허 시내버스                                                                        |

### 일반좌석버스
| 노선 번호 | 운행업체 | 운행구간       | 운행구간 | 운행구간 | 경유지                                                                       | 배차 간격 (분) | 비고                                     |
| --------- | -------- | -------------- | -------- | -------- | ---------------------------------------------------------------------------- | -------------- | ---------------------------------------- |
| 300       | 삼경운수 | 하북리(견산리) | ↔        | 범계역   | 진위역, 오산역, 병점역, 수원터미널, 동수원4, 한일타운, 파장동, 고천동, 호계4 | 6~8            | 2024년 1차 시내버스 공공관리제 대상 노선 |
| 1004      | 제부여객 | 제부도입구     | ↔        | 수원역   | 서신, 송산, 마도, 남양, 비봉, 매송, 오목천동, 고색동                         | 15~30          | 화성 면허 시내버스                       |
| 1004-1    | 제부여객 | 전곡항 탄도    | ↔        | 수원역   | 전곡리, 송산, 마도, 남양, 비봉, 매송, 오목천동, 고색동                       | 6회            | 화성 면허 시내버스                       |

### 직행좌석버스
| 노선 번호 | 운행업체     | 운행구간                  | 운행구간 | 운행구간              | 경유지 | 배차 간격 (분)    | 비고                                                                 |
| --------- | ------------ | ------------------------- | -------- | --------------------- | --- | ----------------- | -------------------------------------------------------------------- |
| 1007      | 대원고속     | 수원대학교                | ↔        | 잠실광역환승센터      | 수원역, 수원여고, 장안문, 창룡문, 경기대후문, 판교, 고등동, 세곡동, 수서역, 가락시장역                                                      | 15~30             | 화성 면허 시내버스                                                   |
| 1007-1    | 대원고속     | 대광빌리지                | ↔        | 잠실역                | 수원남부경찰서, 아주대학교, 월드컵경기장, 광교웰빙타운, 성복동, 운중동, 판교, 고등동, 세곡동, 수서역, 삼전동→잠실역→송파역                  | 15~30             | 대광위 준공영제 노선                                                 |
| 1009      | 대원고속     | 수원대학교                | ↔        | 잠실광역환승센터      | 수원대학교, 오목천동, 권선구청, 구운동, 화서역, 노송마을, 의왕요금소, 청계요금소, 가천대역, 장지역, 가락시장역                              | 15~35             | 화성 면허 시내버스                                                   |
| 1100      | 경원여객     | 선부동                    | ↔        | 수원역                | 와동, 자유센터, 안산문화광장, 경기테크노파크, 팔곡동, 대명고, 서수원터미널                                                                  | 10~20             | 안산 면허 시내버스                                                   |
| 1112      | 대원고속     | 경희대학교                | ↔        | 강변역                | 영통역, 황골, 가천대역, 장지역, 가락시장역, 잠실역, 자양동                                                                                  | 15~30             | 경희대학교 캠퍼스 진입 대광위 준공영제 노선                          |
| 1200      | 경원여객     | 원시역                    | ↔        | 수원역                | 시우역, 신안산대학교, 사동푸르지오, 그랑시티자이, 야목역, 고색역                                                                            | 25~30             | 안산 면허 시내버스                                                   |
| 1550-1    | 대원고속     | 한신대학교                | ↔        | 강남역                | 병점역, 신영통, 망포역, 경희대학교, 하갈동, 신논현역→강남역→양재역→시민의숲                                                                 | 10~20             | 오산 면허 시내버스                                                   |
| 2007      | 삼경운수     | 수원역                    | ↔        | 단대오거리역          | 수원여고, 장안문, 한일타운, 파장동, 의왕요금소, 청계요금소, 모란역                                                                          | 8~12              |                                                                      |
| 3000      | 경진여객     | 수원여자대학교            | ↔        | 강남역                | 수원역, 팔달문, 장안문, 한일타운, 파장동, 의왕요금소, 선바위역, 서초역→강남역→양재역→시민의숲                                               | 6~13              |                                                                      |
| 3002      | 용남고속     | 남부공영차고지 (곡반정동) | ↔        | 강남역                | 수원터미널, 수원시청역, 월드컵경기장, 수원광교박물관, 성복동, 양재시민의숲역, 양재역                                                        | 25~40             | 대광위 준공영제 노선                                                 |
| 3003      | 용남버스     | 수원여자대학교            | ↔        | 강남역                | 서둔동, 구운동, 정자3동, 성균관대역, 의왕요금소, 선바위역, 서초역→강남역→양재역→시민의숲                                                    | 10~30             |                                                                      |
| 3007      | 용남고속     | 수원터미널                | ↔        | 강남역                | 권선고교, 법원사거리, 아주대학교, 월드컵경기장, 경기대후문, 시민의숲, 양재역                                                                | 5~30              |                                                                      |
| 3008(2층) | 용남고속     | 선일초교                  | ↔        | 강남역                | 권선고교, 법원사거리, 아주대학교, 월드컵경기장, 경기대후문, 신논현역                                                                        | 15회              | 2층버스 운행                                                         |
| 4000      | 성우운수     | 사송동 공영차고지         | ↔        | 수원터미널            | 성남시청, 야탑역, 이매역, 서현역, 판교역, 운중동, 경기대후문, 월드컵경기장, 아주대학교, 뉴코아                                              | 35~50             |                                                                      |
| 4500      | 성남시내버스 | 사송동 공영차고지         | ↔        | 수원터미널            | 모란역, 야탑역, 탑마을대우아파트, 판교신미주, 판교박물관, 경기대후문, 월드컵경기장, 아주대학교, 뉴코아                                      | 35~50             | 성남 면허 시내버스 (성남시내버스)                                    |
| 5006      | 대원고속     | 광교차고지                | ↔        | 강남역                | 광교호수공원, 흥덕지구, 신논현역→강남역→양재역→시민의숲                                                                                     | 15~30             | 용인 면허 시내버스                                                   |
| 5007      | 대원고속     | 광교차고지                | ↔        | 서울역환승센터        | 광교호수공원, 흥덕지구, 순천향대병원, 명동                                                                                                  | 20~40             | 용인 면허 시내버스                                                   |
| 5100      | 용남고속     | 경희대학교                | ↔        | 강남역                | 영통역, 청명역, 신논현역→강남역→양재역→시민의숲                                                                                             | 6~30              | 경희대학교 캠퍼스 진입                                               |
| G5100     | 용남고속     | 경희대학교                | ↔        | 강남역                | 영통역, 청명역, 신논현역→강남역→양재역→시민의숲                                                                                             | 3회               | 굿모닝 급행버스 2층버스 운행                                         |
| 6800      | 평택버스     | 안중터미널                | ↔        | 아주대학교 (창현초교) | 현화중학교, 동환아파트, 안중출장소, 부영1차, 청북고교, 청북읍사무소, 광교중앙역, 아주대학교병원                                             | 20~60             | 평택 면허 시내버스                                                   |
| 7000      | 용남고속     | 경희대학교                | ↔        | 사당역                | 영통역, 청명역, 아주대학교, 월드컵경기장, 경기대후문, 의왕요금소, 관문4                                                                     | 11~20             | 대광위 준공영제 노선                                                 |
| 7001      | 용남고속     | 수원터미널                | ↔        | 사당역                | 권선고교, 법원사거리, 아주대학교, 월드컵경기장, 경기대후문, 의왕요금소, 관문4                                                               | 20~30             | 대광위 준공영제 노선                                                 |
| 7002      | 용남고속     | 남부공영차고지 (곡반정동) | ↔        | 인덕원역              | 수원시청역, 월드컵경기장, 수원광교박물관, 성복동, 청계동                                                                                    | 40~70             |                                                                      |
| 7070      | 경원여객     | 반월공단                  | ↔        | 수원역                | 안산역, 원곡동, 안산시청, 스타프라자, 안산터미널, 성안고, 상록수역, 사사동, 대명고, 서수원터미널                                            | 8~12              | 안산 면허 시내버스                                                   |
| 7200      | 경진여객     | 동탄2신도시               | ↔        | 인덕원역              | 동탄역, 예당고교, 삼성전자중앙문, 광교중앙역                                                                                                | 20~40             | 화성 면허 시내버스                                                   |
| 7770      | 경진여객     | 수원역                    | ↔        | 사당역                | 수원여고, 장안문, 한일타운, 파장동, 의왕요금소, 관문4                                                                                       | 2~10              | 평일은 24시간 운행 2층버스 운행                                      |
| 7780      | 경진여객     | 고색동                    | ↔        | 사당역                | 권선구청, 구운동, 정천초중교, 정자동 동신아파트, 동원고, 의왕요금소, 관문4                                                                  | 5~20              | 2층버스 운행                                                         |
| 7800      | 경진여객     | 서부차고지                | ↔        | 사당역                | 금곡동, 서수원터미널, 성균관대역, 동원고, 의왕요금소, 관문4                                                                                 | 4~20              | 2층버스 운행                                                         |
| 8000      | 경진여객     | 협성대학교                | ↔        | 금정역                | 장안대학교, 봉담읍, 동일하이빌, 수원대학교, 와우2리, 수영오거리, 호매실, 칠보마을, 서수원터미널, 성균관대역, 의왕시청, 한세대학교, 군포역   | 50~60             | 화성 면허 시내버스                                                   |
| 8200      | 대원고속     | 수원터미널                | ↔        | 안성터미널            | 아주대학교, 영통입구시외버스정류장, 청현마을, 풍림아파트, 공도터미널, 대림동산, 중앙대학교안성캠퍼스, 한경국립대학교, 시민회관              | 30~60             | 광주 면허 시내버스                                                   |
| 8401      | 경기고속     | 수원역                    | ↔        | 경기도청북부청사      | 병무청, 장안문, 경기일보, 과천봉담도시고속화도로, 수도권제1순환고속도로, 장암주공5단지, 신곡2동                                             | 평일 6회 주말 2회 | 의정부 면허 시내버스 경기순환버스 구리시 미경유 8409번 차량으로 운행 |
| 8409      | 경기고속     | 수원역                    | ↔        | 경기도청북부청사      | 병무청, 장안문, 경기일보, 과천봉담도시고속화도로, 수도권제1순환고속도로, 구리역, 돌다리, 배탈고개, 장암역, 망월사역, 의정부역, 의정부터미널 | 30~60             | 의정부 면허 시내버스 경기순환버스                                    |
| 8450      | 용남고속     | 수원터미널                | ↔        | 고양종합터미널        | 수원역, 웃거리.힐스테이트수원테라스, 서수원버스터미널, 산본역, 수도권제1순환고속도로, 백석동.요진와이시티(백석역)                           | 40~60             | 구 시외버스 R8450번                                                  |
| 8471      | 경진여객     | 수원역                    | ↔        | 안중터미널            | 봉담, 발안, 제약공단, 청북읍행정복지센터 | 4회               | 화성 면허 시내버스                                                   |
| 8472      | 경진여객     | 수원역                    | ↔        | 안중터미널            | 봉담, 발안, 제약공단, 청북읍사무소, 청북신도시                                                                                              | 40~60             | 화성 면허 시내버스                                                   |
| 8800      | 용남고속     | 수원터미널                | ↔        | 서울역환승센터        | 문화의전당, 법원사거리, 아주대학교, 우만4단지, 경기대후문, 순천향대학병원, 서울백병원, 을지로입구역                                         | 15~40             |                                                                      |
| 9090      | 성우운수     | 수원역                    | ↔        | 안산역                | 서수원터미널, 대명고, 사사동, 상록수역, 성안고, 안산터미널, 스타프라자, 안산시청, 원곡동                                                    | 8~10              |                                                                      |
| P9100     | 경진여객     | 능실마을20단지            | ↔        | 판교제2테크노밸리     | 수원은혜교회, 휴먼시아5단지, 성균관대역, 화랑공원남편, 화랑공원동편, 금토천교, 삼평교                                                       | 1일 4회           | 경기 프리미엄버스                                                    |
| 9802      | 경진여객     | 수원역                    | ↔        | 조암터미널            | 봉담, 향남터미널, 발안, 제암리, 수촌리 | 30-50             | 화성 면허 시내버스                                                   |

### 광역급행버스
| 노선 번호 | 운행업체 | 운행구간       | 운행구간 | 운행구간        | 경유지 | 배차 간격 (분) | 비고          |
| --------- | -------- | -------------- | -------- | --------------- | --- | -------------- | ------------- |
| M5107     | 경기고속 | 경희대학교     | ↔        | 서울역 환승센터 | 영통역, 청명역, 두진아파트, 명동, 을지로입구                                                                                                  | 7~10           | 광주 차적     |
| M5115     | 경기고속 | 광교마을       | ↔        | 서울역 환승센터 | 광교테크노밸리, 경기대후문, 명동, 을지로입구                                                                                                  | 20~30          | 광주 차적     |
| M5121     | 경기고속 | 삼성전자       | ↔        | 서울역 환승센터 | 매탄동, 광교테크노밸리, 명동, 을지로입구 | 15~20          | 광주 차적     |
| M5422     | 대원고속 | 삼성전자       | ↔        | 강남역          | 매탄동, 광교테크노밸리, 신논현역→강남역→양재역→aT센터                                                                                         | 15~20          | 광주 차적     |
| M5532     | 용남고속 | 오산 갈곶동    | ↔        | 사당역          | 원동초교, 오산역, U-City센터, 세교13단지, 죽미마을입구, 남부터미널, 예술의 전당, 방배동                                                       | 15~35          | 수원시 미경유 |
| M5443     | 경진여객 | 호매실능실마을 | ↔        | 강남역          | 수원은혜교회, 휴먼시아5단지, 칠보마을8단지, 홈플러스서수원점, 서수원버스터미널, 서초아트자이아파트→서초역→교대역→강남역→양재역→양재시민의숲역 | 25~35          |               |

## 타 시도 차적의 운행 노선

### 화성시의 시내버스
| 노선 번호 | 운행업체 | 운행구간       | 운행구간 | 운행구간                    | 경유지 | 배차 간격 (분) | 비고                                                        |
| --------- | -------- | -------------- | -------- | --------------------------- | --- | -------------- | ----------------------------------------------------------- |
| 39        | 남양여객 | 서둔동         | ↔        | 향남환승터미널              | 공구유통타운, 고색삼거리, 고색초등학교, 수원여자대학교, 영신여자고등학교, 수영오거리, 봉담 나들목, 봉담읍행정복지센터, 장안대학교, 상기리, 수원가톨릭대학교, 해병대사령부, 덕우공단, 구장리, 발안삼거리, 발안초등학교 | 60~100         | 화성 면허 시내버스 2024년 시내버스 공공관리제 대상 노선     |
| 50-2      | 남양여객 | 수원역         | ↔        | 남전리                      | 고색동, 오목천태산아파트, 원평리, 어천저수지, 비봉, 삼화리 | 140~170        | 화성 면허 시내버스 2024년 시내버스 공공관리제 대상 노선     |
| 50-3      | 남양여객 | 수원역         | ↔        | 내리(덕고개)                | 고색동, 오목천태산아파트, 원평리, 덕고개 | 290~450        | 화성 면허 시내버스                                          |
| 50-4      | 남양여객 | 수원역         | ↔        | 쌍학리                      | 고색동, 오목천태산아파트, 원평리, 어천저수지, 쌍학리 | 330분          | 화성 면허 시내버스                                          |
| 50-5      | 남양여객 | 수원역         | ↔        | 청요리                      | 고색동, 오목천태산아파트, 원평리, 어천저수지, 비봉, 수원예비군훈련장 | 150~190        | 화성 면허 시내버스 2024년 시내버스 공공관리제 대상 노선     |
| 400       | 남양여객 | 수원동부차고지 | ↔        | 궁평항                      | 광교역, 창룡문, 팔달문, 수원역, 고색동, 매송, 비봉, 남양, 마도, 송산, 사강, 서신 | 30~40          | 화성 면허 시내버스 2024년 시내버스 공공관리제 대상 노선     |
| 400(A)    | 남양여객 | 수원동부차고지 | ↔        | 신남리(서희스타힐스1.3단지) | 광교해모로, 창룡문, 장안문, 고등동, 수원역, 고색동, 매송, 비봉, 남양 | 40~50          | 전기버스 저상버스 운행 2024년 시내버스 공공관리제 대상 노선 |

## 사진

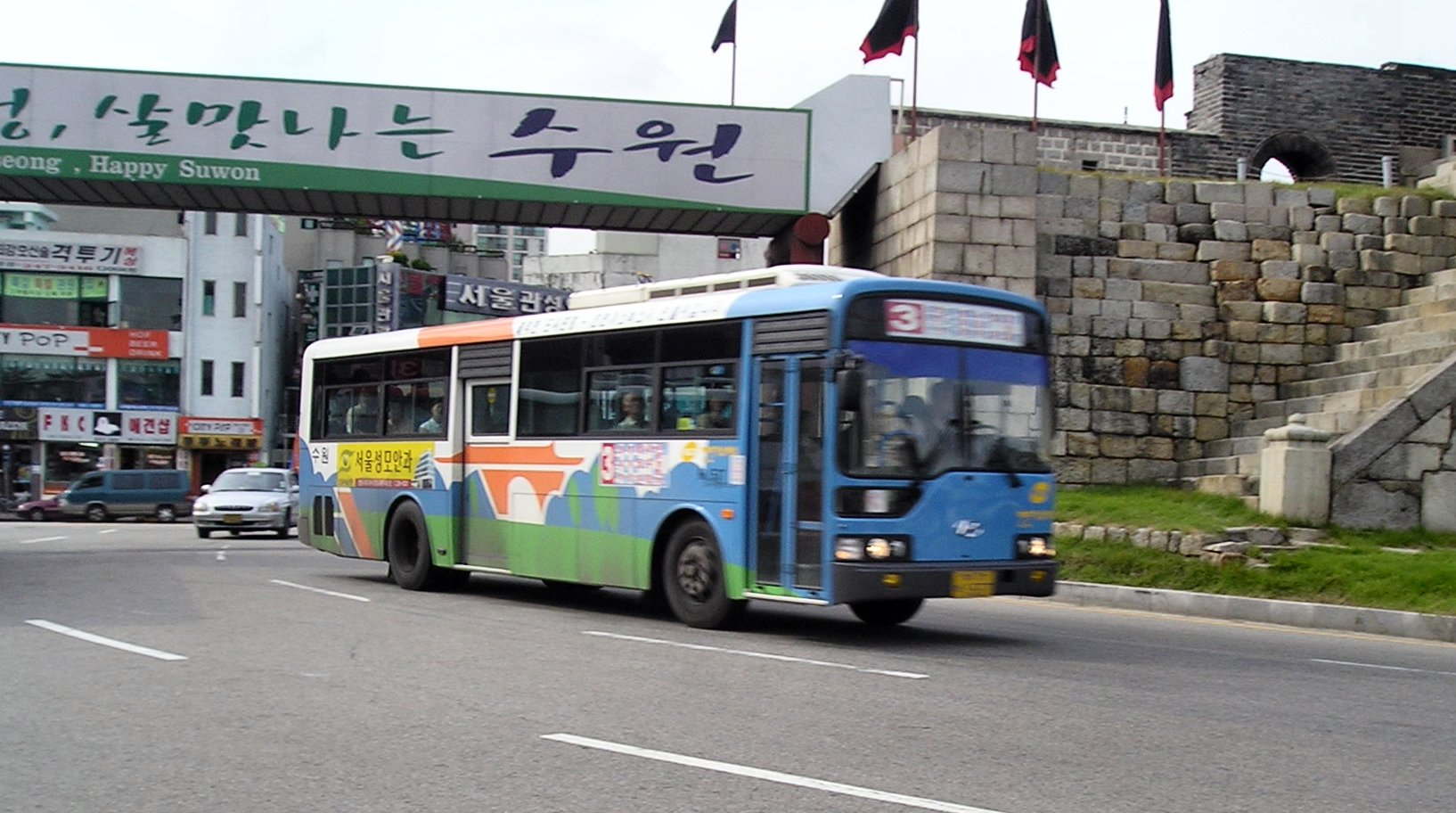
수원시내버스 3번
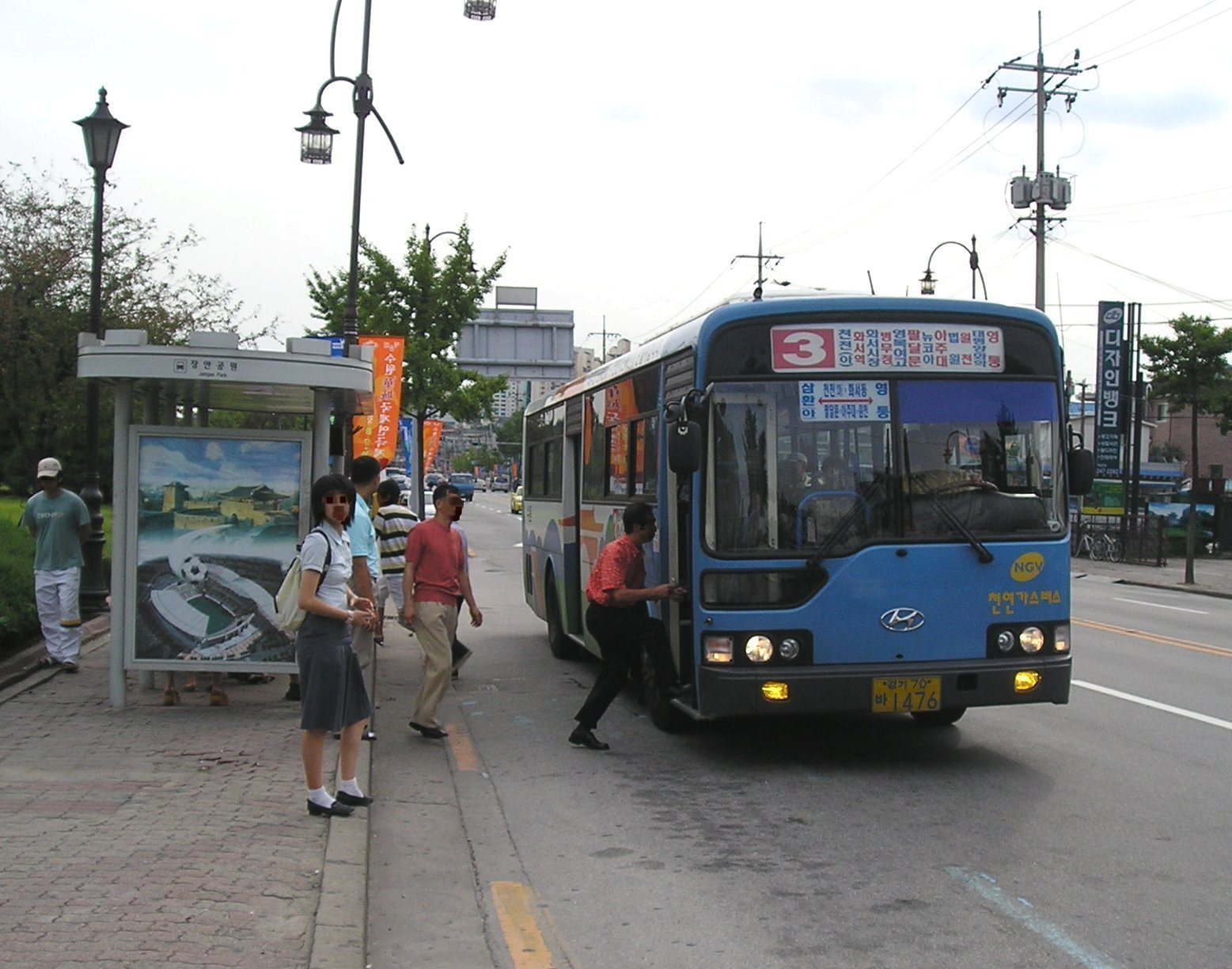
수원시내버스 3번
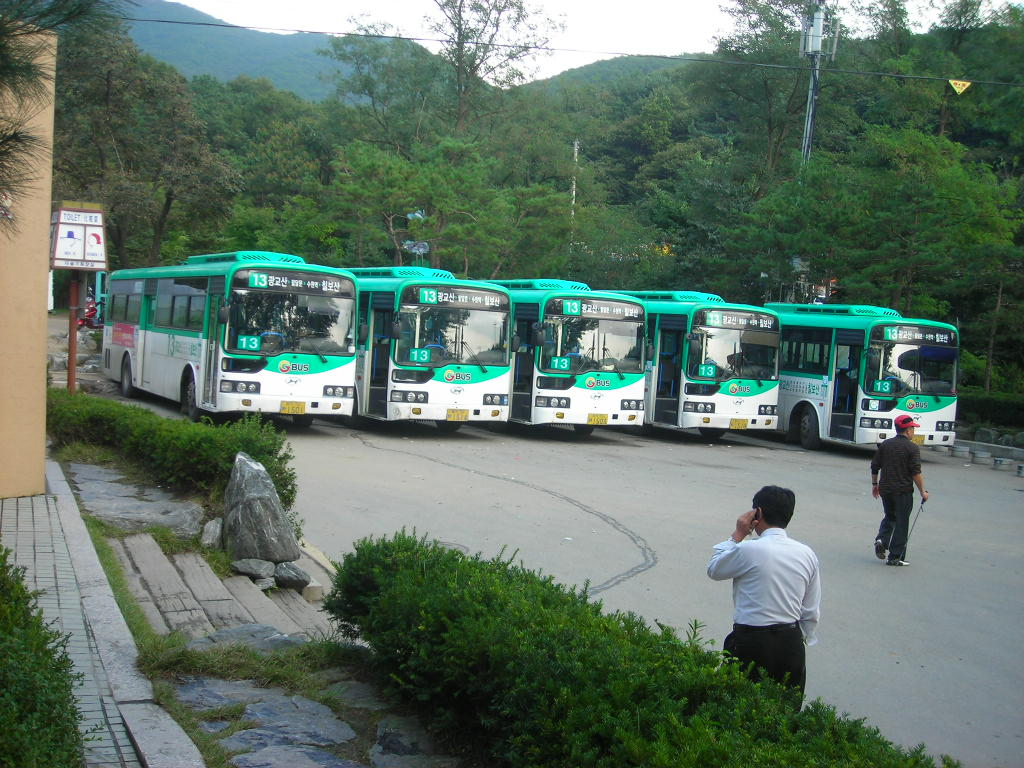
수원시내버스 13번
수원시내버스 16-2번
수원시내버스 26번
수원시내버스 30번
수원시내버스 45번
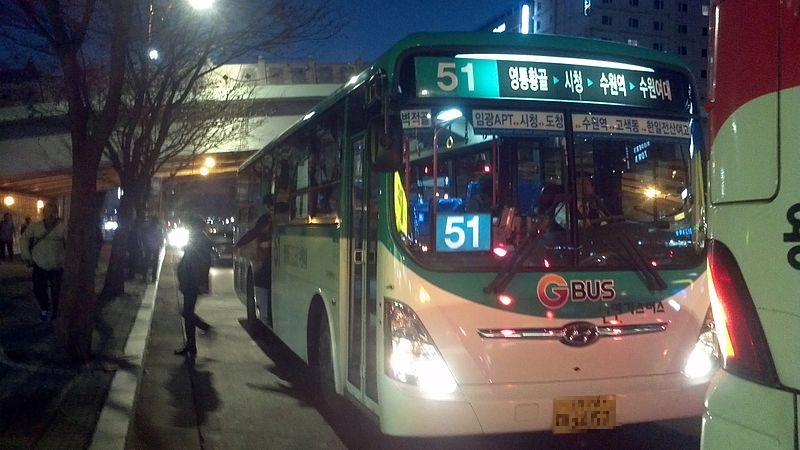
수원시내버스 51번
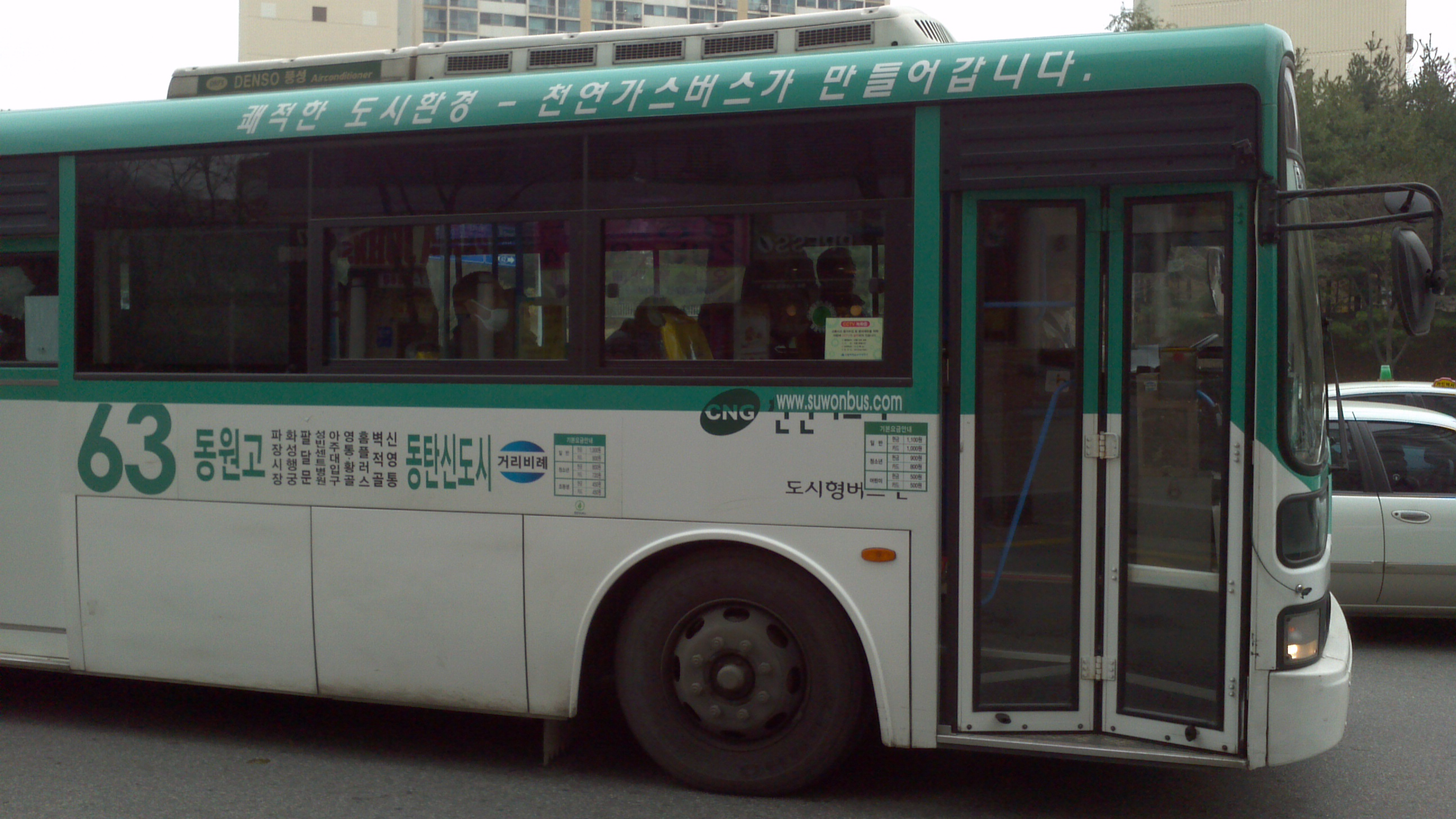
수원시내버스 63번
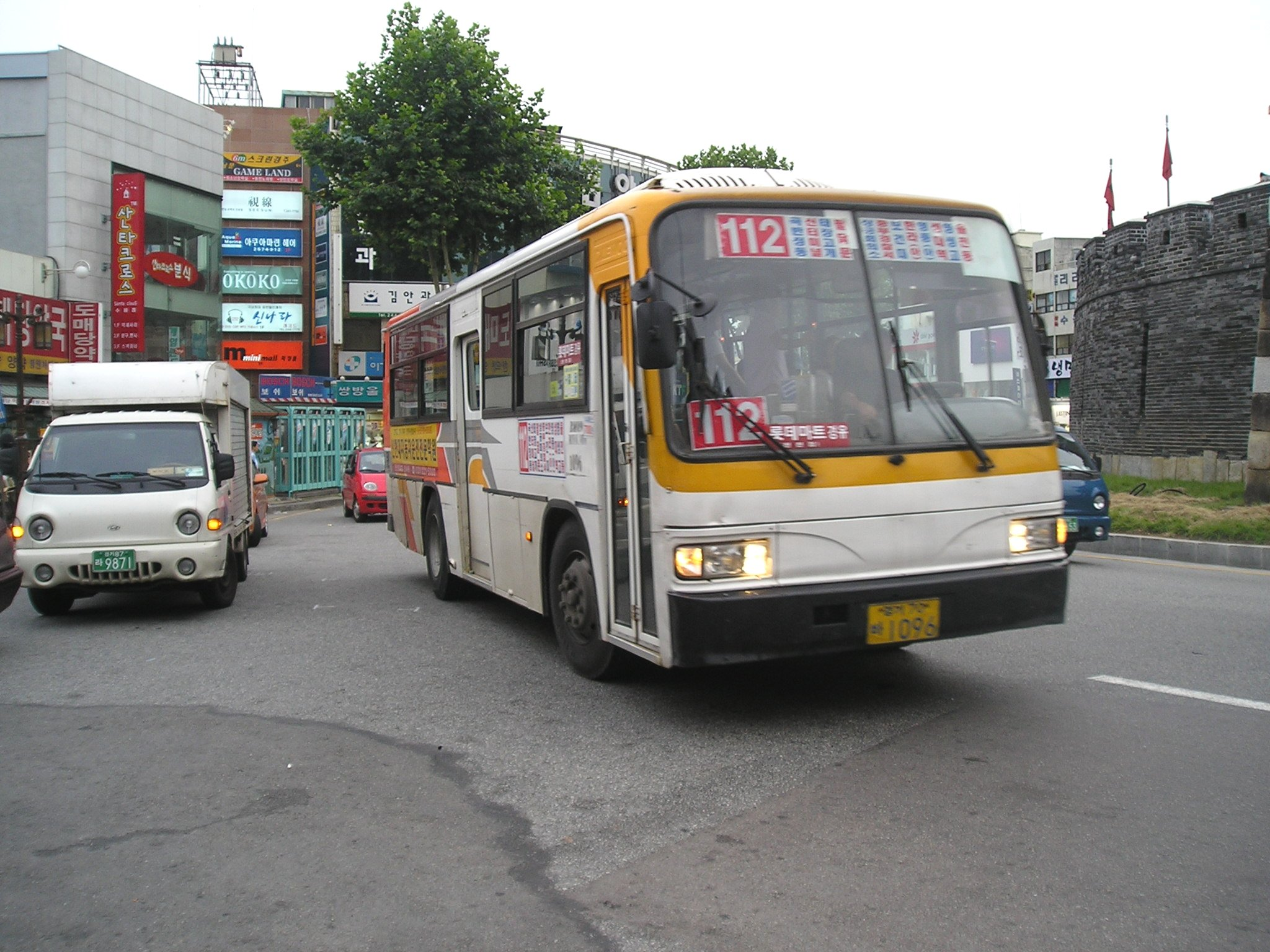
수원시내버스 112번
수원시내버스 300-1번
수원시내버스 999번
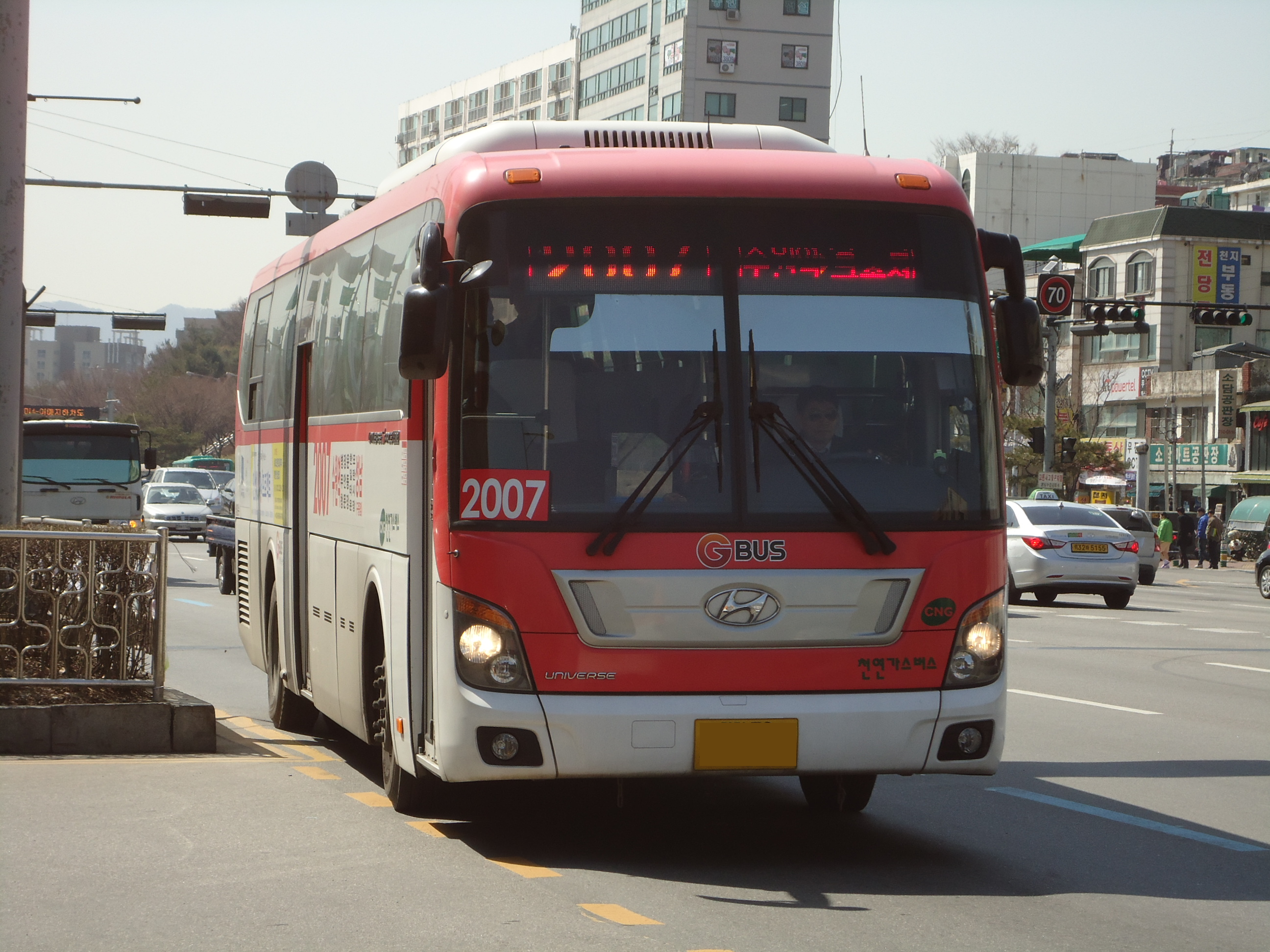
수원시내버스 2007번
수원시내버스 5100번
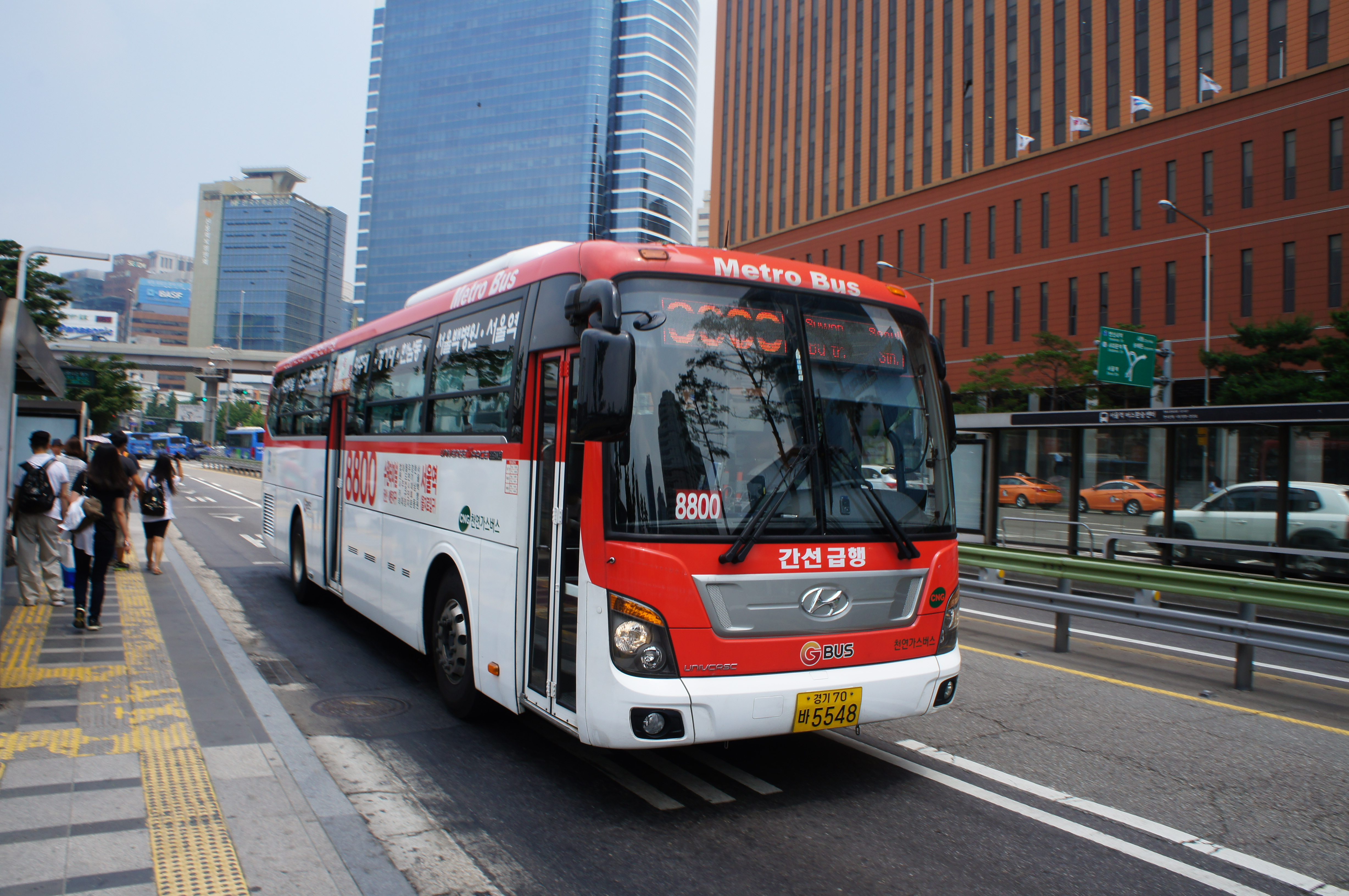
수원시내버스 8800번
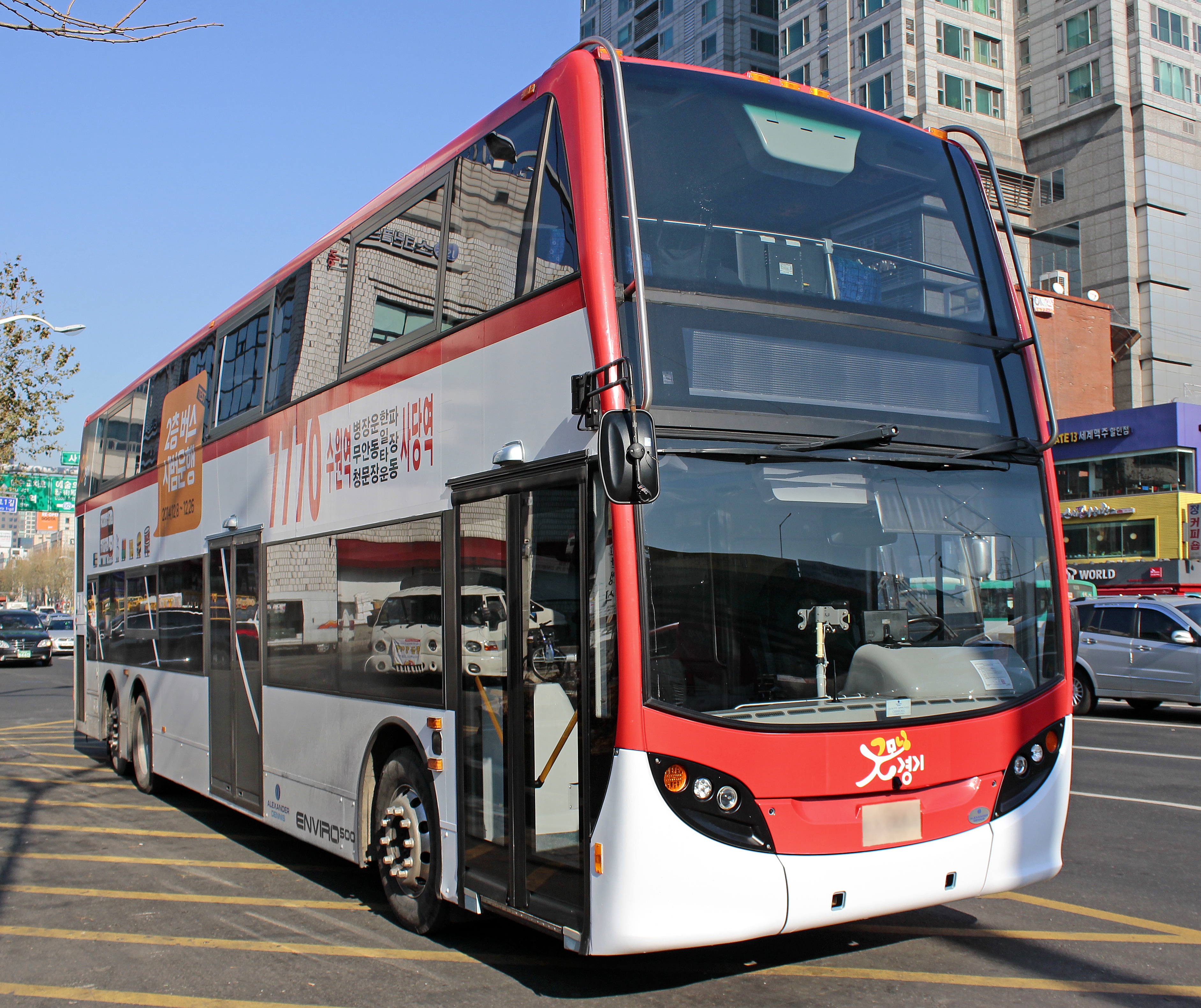
수원시내버스 7770번
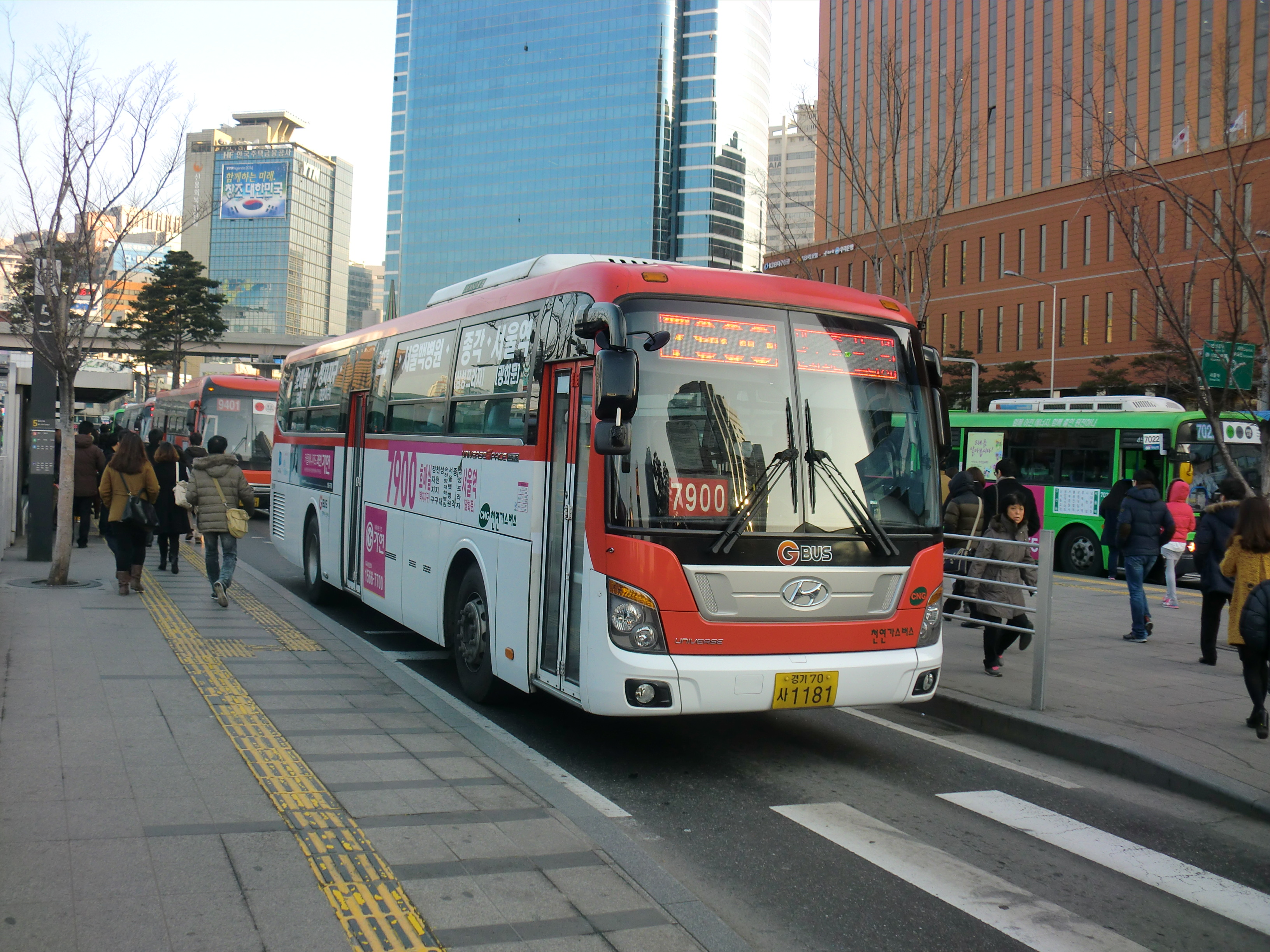
수원시내버스 7900번 (서울역 부근서 촬영)
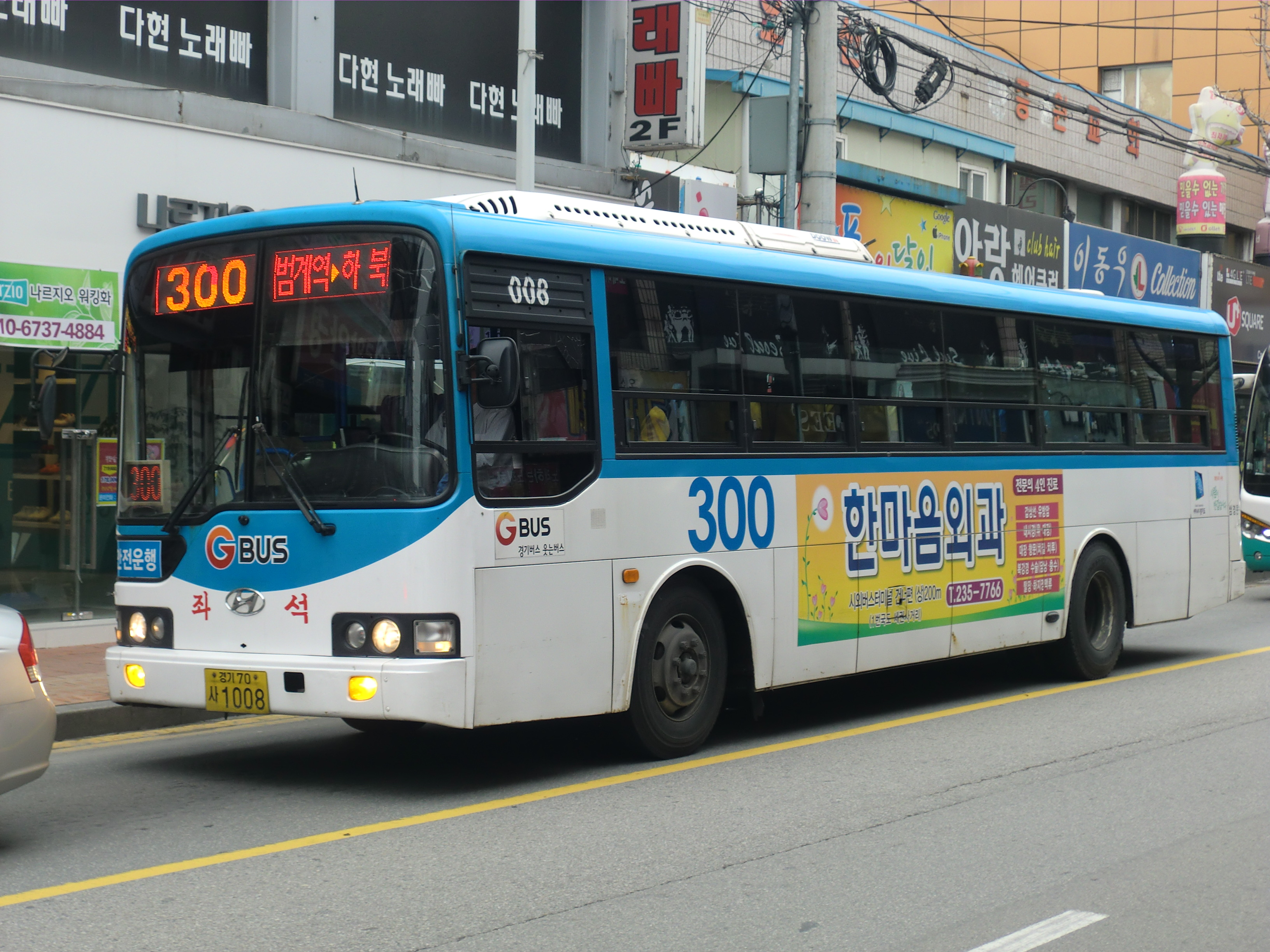
수원시내버스 300번
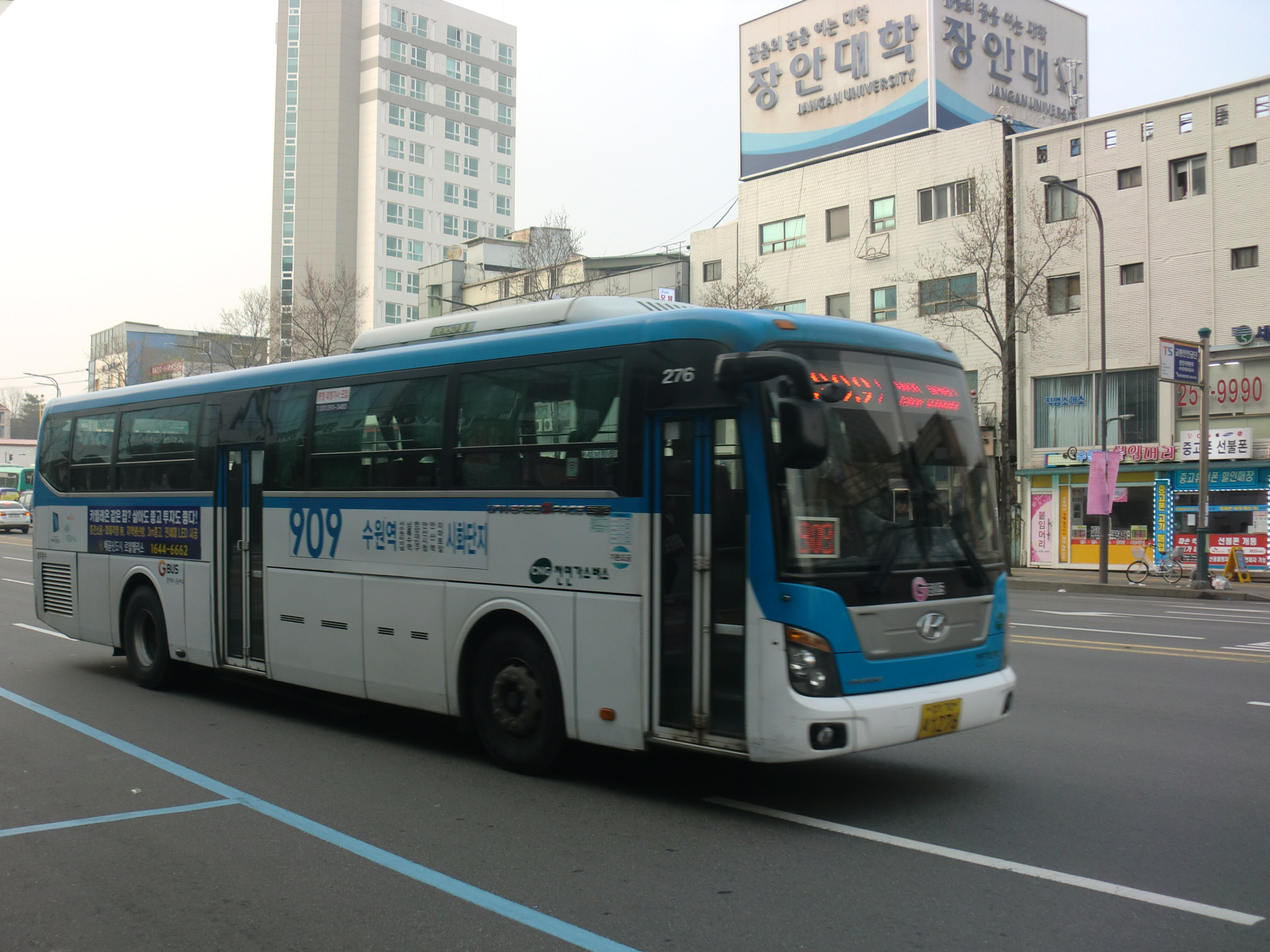
수원시내버스 909번
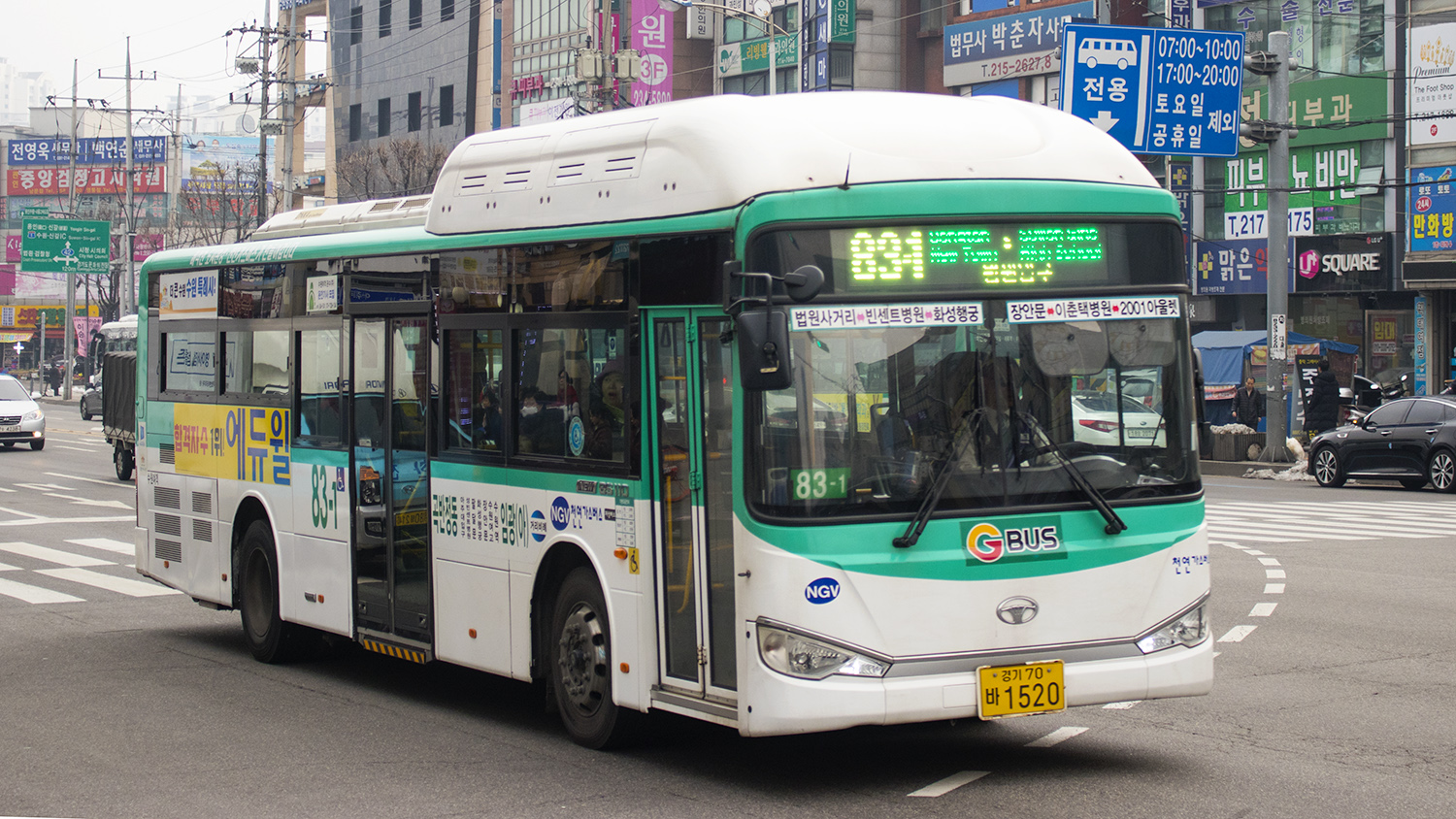
수원시내버스 83-1번
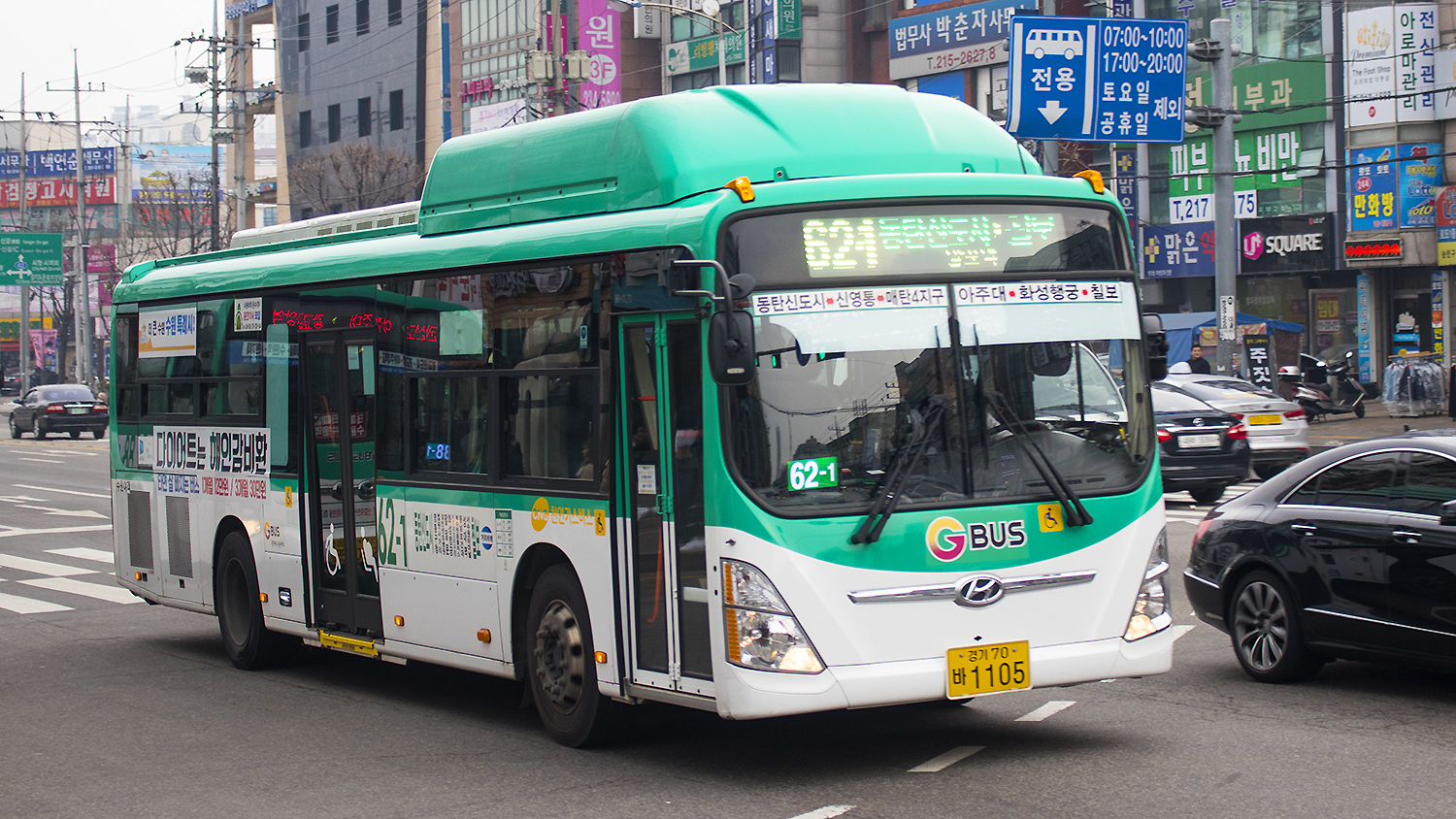
수원시내버스 62-1번
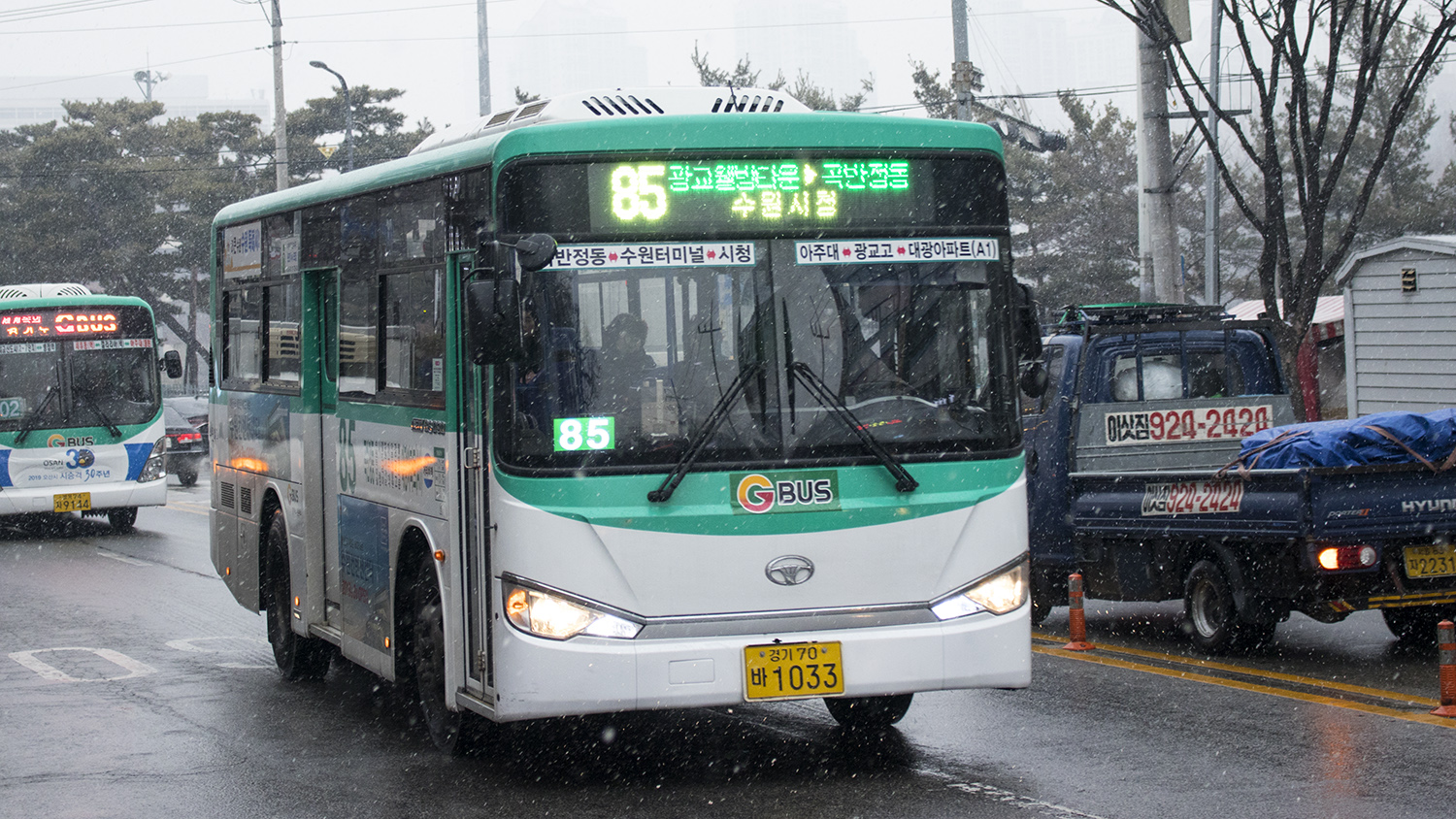
수원시내버스 85번
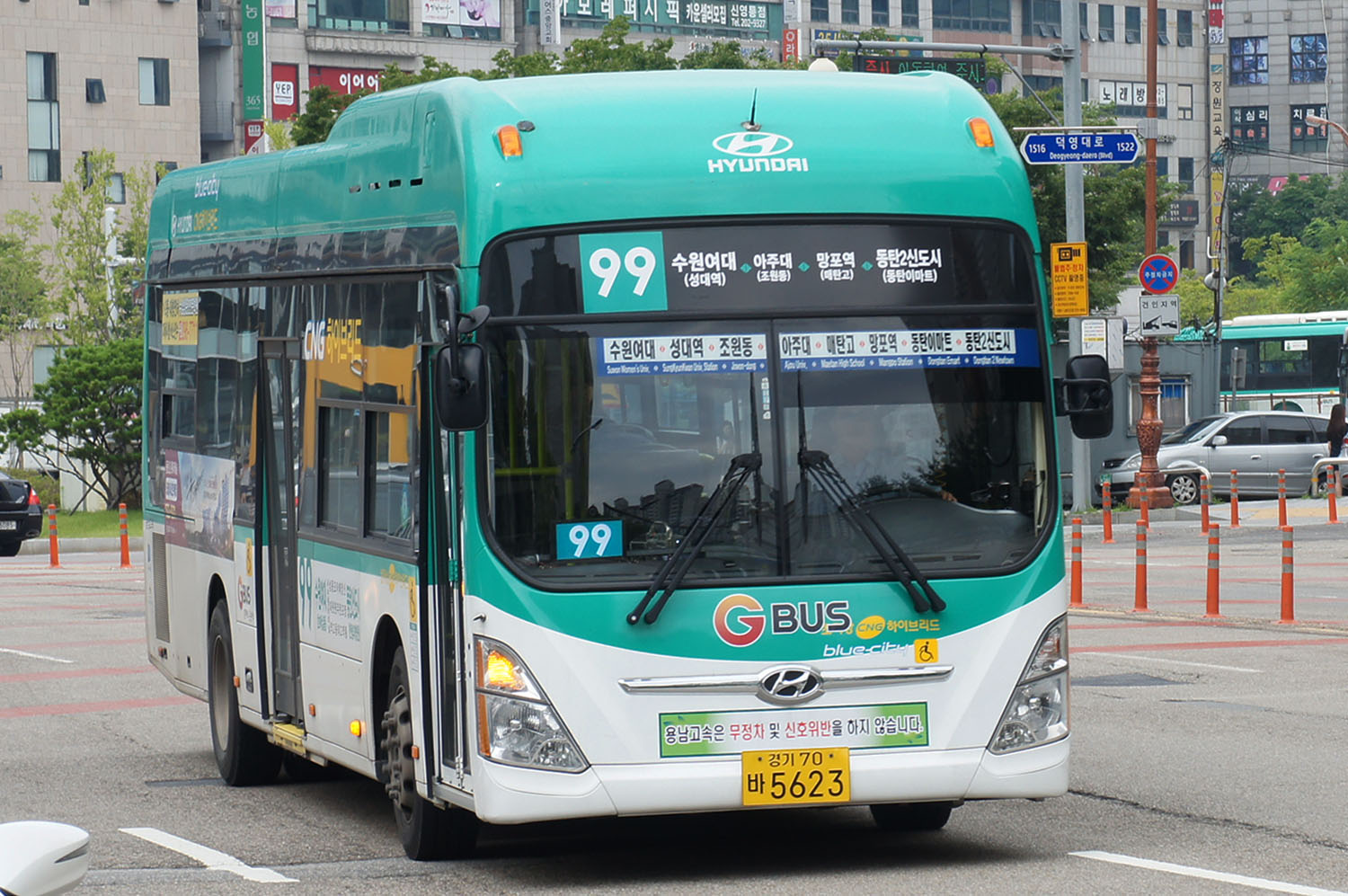
블루시티 차종으로 굴러다니는 수원시내버스 99번 (용인 버스 99번과는 무관)
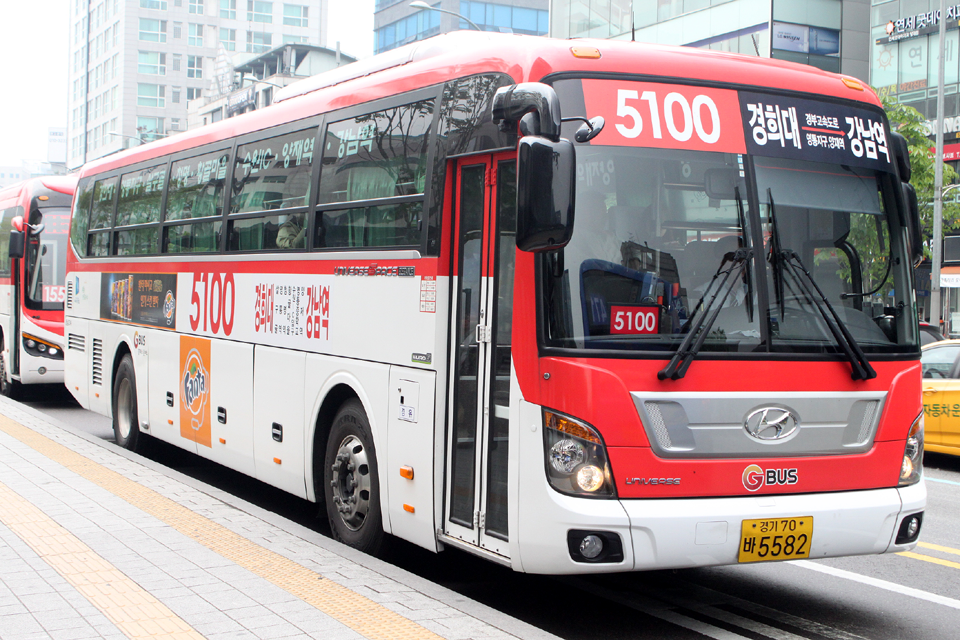
수원시내버스 5100번
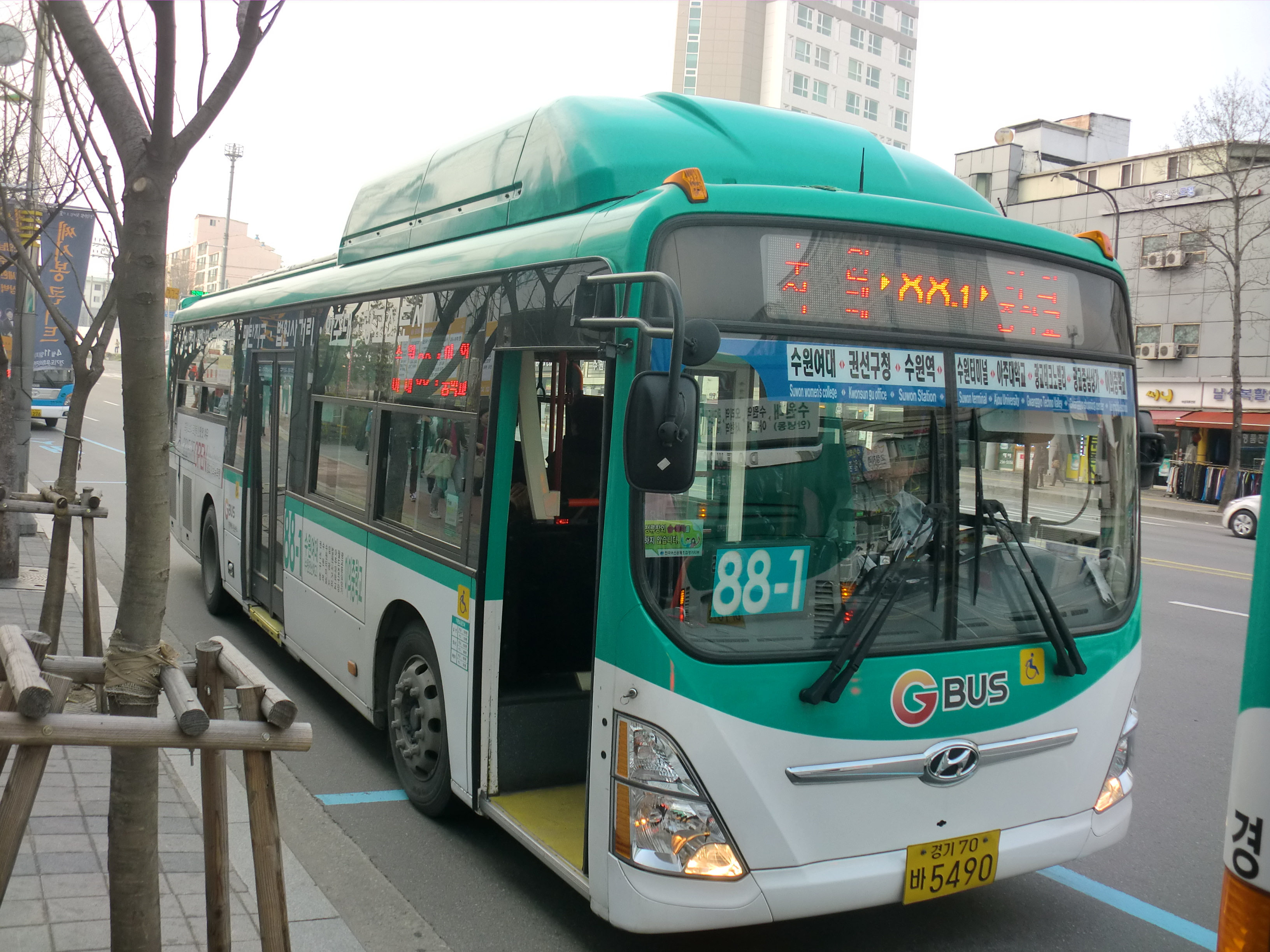
수원시내버스 88-1번